# Brzeg
Brzegⓘ (em alemão: Briegⓘ) é um município no sudoeste da Polônia. Pertence à voivodia de Opole e é a sede do condado de Brzeg. Historicamente, está localizado na Baixa Silésia, na orla da planície de Grodków, que faz parte da planície da Silésia.
O rio Óder flui pela cidade.
Nos anos de 1975 a 1998, a cidade pertencia administrativamente à então voivodia de Opole.
Estende-se por uma área de 14,6 km², com 33 230 habitantes, segundo o censo de 31 de dezembro de 2024, com uma densidade populacional de 2 274 hab./km².

## Toponímia

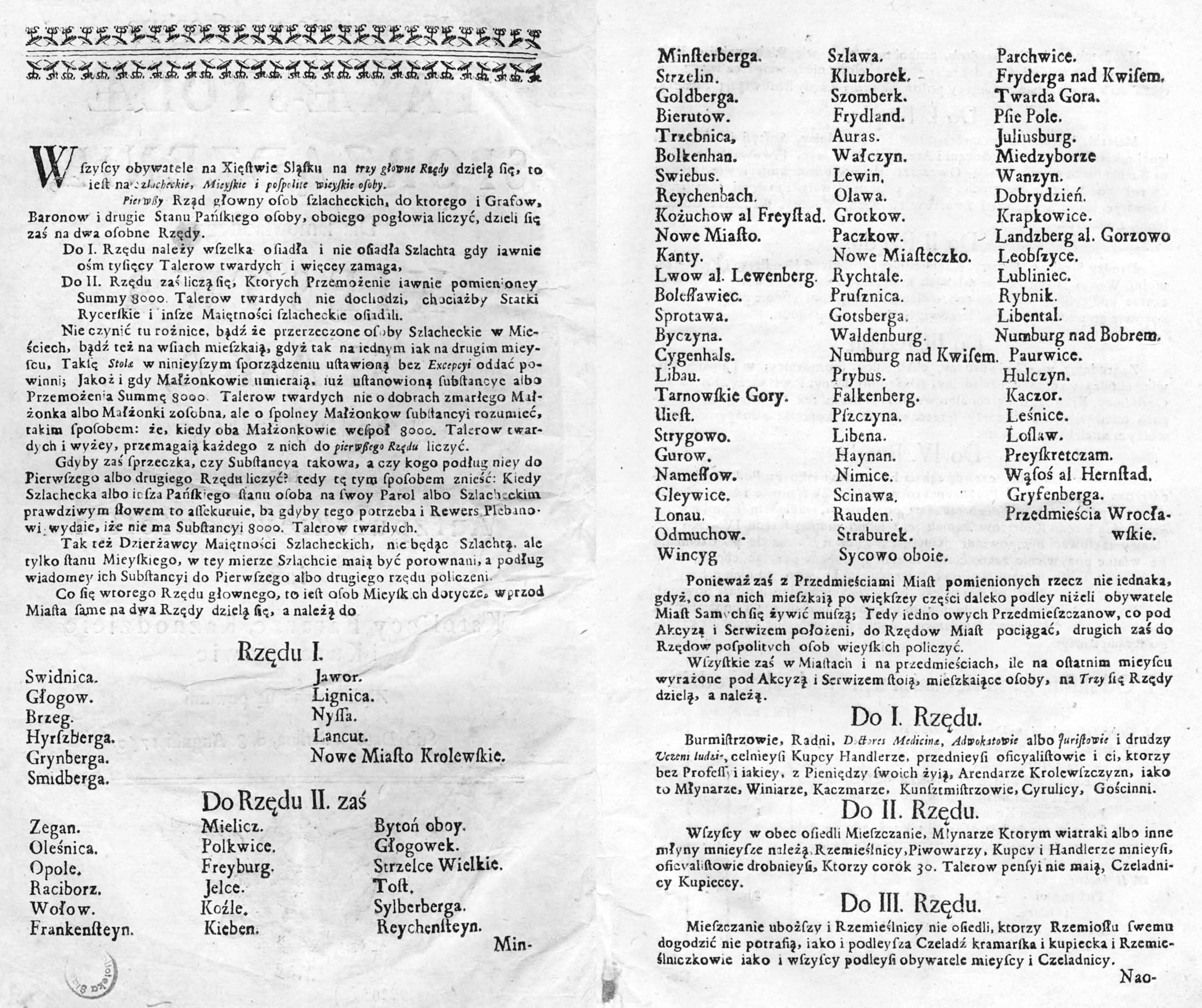
O nome Brzeg entre outros nomes de cidades da Silésia em um documento oficial prussiano de 1750 emitido em polonês em Berlim

O nome da cidade vem do substantivo polonês brzeg (margem de rio). O professor alemão Heinrich Adamy em seu trabalho sobre os nomes de lugares na Silésia, publicado em 1888 em Breslávia, menciona três nomes de cidades registrados em documentos de 1178: Berega, Brega e em polonês, Brzeg, dando seu significado: Stadt auf dem hohen Ufer - Cidade na margem alta.
A cidade foi mencionada em um documento latino de 1250, emitido pela chancelaria do Príncipe Henrique III, o Branco, onde a cidade era mencionada em latim - Alta Ripa, que foi traduzido por Colmar Grünhagen (editor que publica documentos de Brzeg): Der alte name für Brieg, im Slawischen wysoki brzeg, (O antigo nome de Brieg, na língua eslava Wysoki Brzeg. Este nome latino aparece muitas vezes em documentos medievais relacionados à cidade.
No documento em latim Liber fundationis episcopatus Vratislaviensis(Livro da fundação do episcopado de Breslávia, escrito nos anos 1295-1305 durante o reinado do Bispo Henrique de Wierzbno, o lugar foi mencionado na forma latinizada de Brega. Em 1613, o regionalista e historiador da Silésia Mikołaj Henel, de Prudnik, mencionou a cidade em seu trabalho sobre a geografia da Silésia intitulado Silesiographia dando seu nome em latim: Brega, Bregum No trabalho de Matthäus Merian Topographia Bohemiae, Moraviae et Silesiae de 1650, a cidade é mencionada sob dois nomes: Brig e Briegk
Em um documento oficial prussiano de 1750, publicado em polonês em Berlim por Frederico, o Grande, a cidade foi mencionada, entre outras cidades da Silésia, como Brzeg. O Dicionário Geográfico do Reino da Polônia, publicado nos anos de 1880 a 1904, fornece o nome polonês da cidade de Brzeg e o nome alemão de Brieg.
O nome Brzeg é mencionado no livro "Um breve esboço da geografia da Silésia", publicado em Głogówek em 1847, pelo escritor silesiano Józef Lompa. O nome polonês Brzeg e o nome alemão Brieg também são mencionados pelo escritor silesiano Konstanty Damrot em um livro sobre nomes locais na Silésia, escrito em 1896. Damrot também fornece um nome mais antigo para a cidade, derivado de um documento latino de 1234 Visoke breg (polonês: Wisokibrzeg) (Wissokembreghe).

## Geografia

### Localização
Brzeg está situada na parte ocidental da voivodia de Opole, no rio Óder, na parte oriental da planície de Grodków. É uma comuna urbana, e a sede do condado de Brzeg.

### Clima
Conforme a classificação climática de Köppen-Geiger, Brzeg situa-se na zona Cfb − clima temperado oceânico. Na cidade de Brzeg, a temperatura média anual é de 9,9 °C. Nesta área, a precipitação média anual é de 675 mm. Está localizada no Hemisfério Norte. Os meses de verão são: junho, julho, agosto, setembro. A precipitação varia de 57 mm entre os meses mais secos e mais chuvosos. Durante o ano, a temperatura média varia em 20,8 °C.
A menor umidade relativa do ano ocorre em junho (64,76%). O mês com maior umidade é novembro (82,37%). Os dias menos chuvosos são esperados em novembro (6,57 dias) e os dias mais chuvosos em julho (9,87 dias).
| Dados climatológicos para Brzeg | Dados climatológicos para Brzeg | Dados climatológicos para Brzeg | Dados climatológicos para Brzeg | Dados climatológicos para Brzeg | Dados climatológicos para Brzeg | Dados climatológicos para Brzeg | Dados climatológicos para Brzeg | Dados climatológicos para Brzeg | Dados climatológicos para Brzeg | Dados climatológicos para Brzeg | Dados climatológicos para Brzeg | Dados climatológicos para Brzeg | Dados climatológicos para Brzeg |
| Mês | Jan                             | Fev                             | Mar                             | Abr                             | Mai                             | Jun                             | Jul                             | Ago                             | Set                             | Out                             | Nov                             | Dez                             | Ano                             |
| --- | ------------------------------- | ------------------------------- | ------------------------------- | ------------------------------- | ------------------------------- | ------------------------------- | ------------------------------- | ------------------------------- | ------------------------------- | ------------------------------- | ------------------------------- | ------------------------------- | ------------------------------- |
| Temperatura máxima média (°C) | 1,9                             | 3,7                             | 8,3                             | 14,7                            | 19,3                            | 22,5                            | 24,5                            | 24,4                            | 19,6                            | 14,0                            | 8,4                             | 3,6                             | 13,7                            |
| Temperatura média (°C) | −0,6                            | 0,6                             | 4,2                             | 9,9                             | 14,7                            | 18,2                            | 20,2                            | 19,9                            | 15,3                            | 10,3                            | 5,6                             | 1,2                             | 9,9                             |
| Temperatura mínima média (°C) | −3,3                            | −2,5                            | 0,1                             | 4,7                             | 9,5                             | 13,3                            | 15,4                            | 15,1                            | 11,0                            | 6,8                             | 3,0                             | −1,1                            | 6,0                             |
| Precipitação (mm) | 46                              | 38                              | 51                              | 46                              | 67                              | 72                              | 95                              | 59                              | 63                              | 46                              | 46                              | 46                              | 675                             |
| Dias com chuva | 8                               | 7                               | 9                               | 7                               | 8                               | 8                               | 10                              | 7                               | 7                               | 7                               | 7                               | 8                               | 93                              |
| Umidade relativa (%) | 81                              | 79                              | 74                              | 66                              | 66                              | 65                              | 66                              | 65                              | 70                              | 77                              | 82                              | 81                              | 72,6                            |
| Insolação (h) | 3,5                             | 4,4                             | 5,8                             | 8,7                             | 10,2                            | 11,0                            | 11,3                            | 10,6                            | 7,7                             | 5,4                             | 4,1                             | 3,4                             | 86,1                            |
| Fonte: Climate-Data.org Dados: 1991−2021: temperatura mínima (°C), temperatura máxima (°C), precipitação (mm), umidade, dias chuvosos. Dados: 1999−2019: horas de sol |                                 |                                 |                                 |                                 |                                 |                                 |                                 |                                 |                                 |                                 |                                 |                                 |                                 |

### Divisão administrativa
Conforme o Registro Oficial Nacional da Divisão Territorial do País, as divisões de Brzeg são:
- Brygidki
- Czerwone Koszary
- Parkowa Druga
- Rataje
- Zacisze

Também existem conjuntos residenciais na cidade:
- Cztery Korony[17]
- Westerplatte[18]
- Wolności[19]
- Tęczowe[20]
- Tivoli[21]

## História

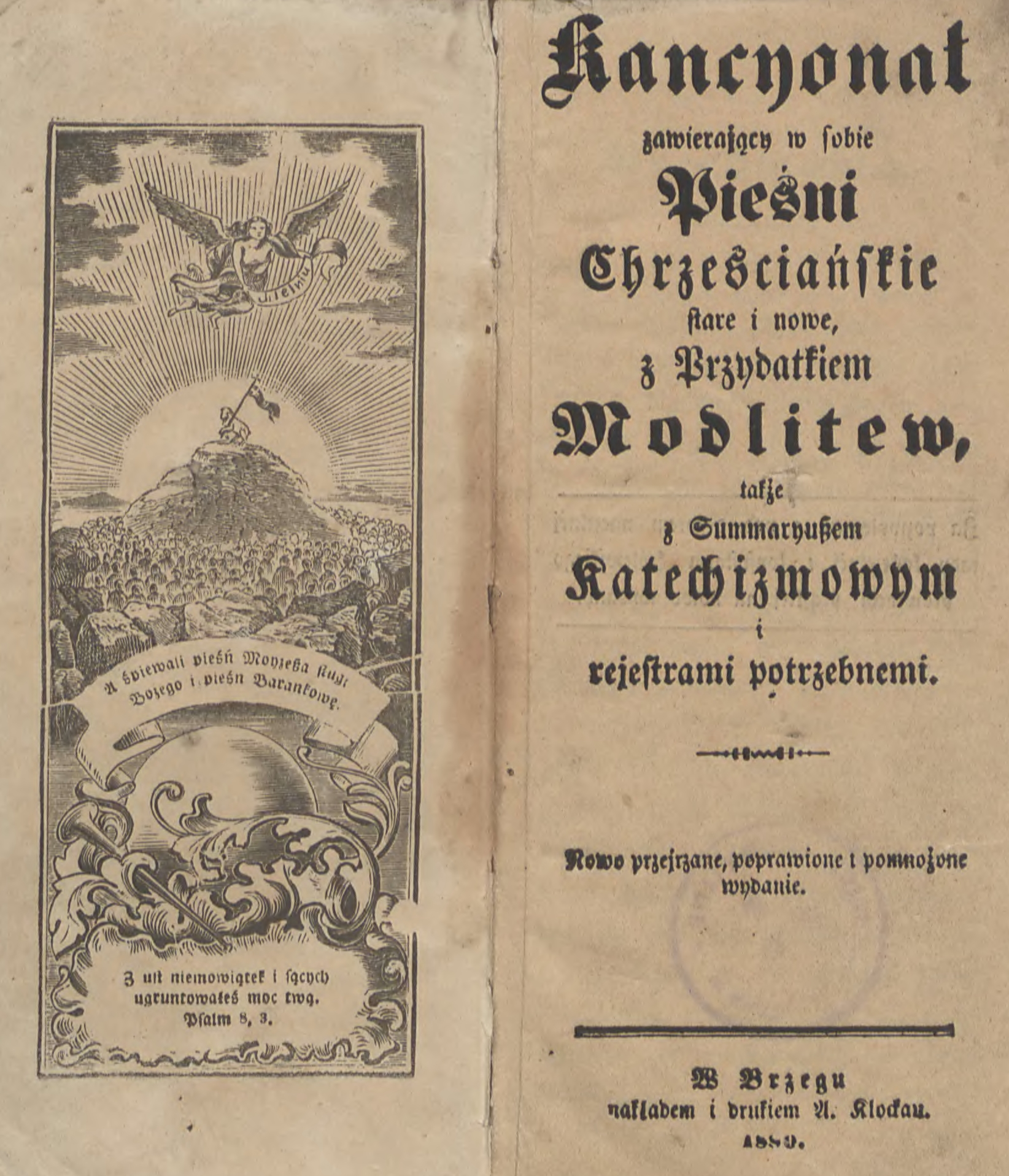
Hinário publicado por Robert Fiedler em polonês em Brzeg, 1859

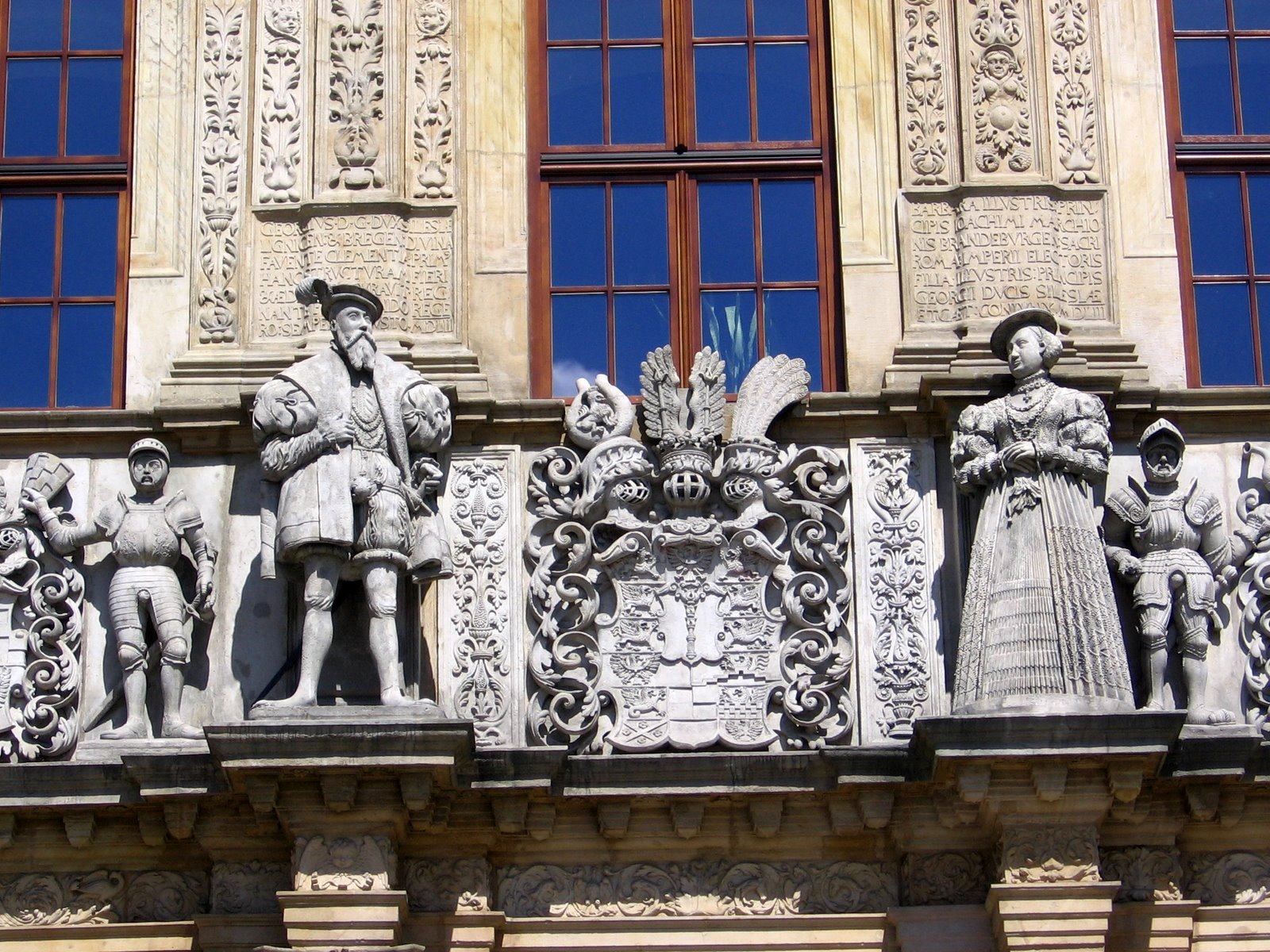
Estátuas de pedra na fachada principal do castelo dos piastas representando Jorge II de Brzeg e sua esposa Bárbara

### Lenda histórica da localização
Sem o apoio de fatos, a teoria diz: a continuidade do povoamento deste lugar, documentada por fontes históricas, remonta há quase 1850 anos. Nos tempos antigos, havia uma cidade chamada Budorigum aqui. Foi reproduzida no antigo mapa de Cláudio Ptolomeu de 142–147. O fato de este local estar localizado próximo de Brzeg é indicado no índice de nomes históricos Orbis Latinus e resulta da sua localização entre outras cidades identificadas na Silésia. Este mapa não é preciso o suficiente para determinar exatamente onde Budorigum estava localizada.

### Idade Média
A primeira menção da pesca e comércio em Wisokibrzeg (Wissokembreghe) ocorreu em 1235. O privilégio de cidade concedido pelo príncipe da Breslávia, Henrique III, o Branco, foi obtido em 1248. Na área das aldeias de Wysoki Brzeg e Małkowice, uma cidade regularmente planejada com fortificações defensivas foi demarcada. Brzeg foi fundada por colonos, principalmente pessoas de língua alemã da Saxônia e da Turíngia. Na virada dos séculos XIII e XIV, os judeus começaram a se estabelecer na cidade.
A partir de 1311, a cidade foi a capital do independente Ducado de Brzeg (então Legnica-Brzeg e Legnica-Wołowsko-Brzeg) separada do Ducado de Legnica — na posse da linhagem mais longa da Dinastia piasta, que expirou em 1675 em Jorge IV Guilherme.
A difícil situação política forçou o príncipe Boleslau III, o Bom, a prestar homenagem feal aos tchecos em 1329. Em 1363, com a “Peste Negra” e a fome, os judeus foram acusados de envenenar o poço. O resultado dessas acusações foi o pogrom dos judeus de Brzesko. Em 1392, todas as dívidas do proprietário de Brzeg foram pagas por Jakub, filho de Moisés, morador da cidade.
Jan Długosz mencionou Brzeg em suas obras intituladas “Anais ou Crônicas do Famoso Reino da Polônia”.

### Séculos XVI ao XX
Durante o reinado do príncipe Jorge II de Brzeg, a cidade floresceu no século XVI. Em 1564, Jorge II fundou uma escola de gramática em Brzeg, seguindo o modelo da escola de gramática de Santa Isabel, em Breslávia. A escola de gramática de Brzeg logo se tornou o centro da vida intelectual nessa parte da Silésia. Nessa época, Brzeg foi mencionada por Jan Kochanowski em sua obra “Satyr albo Dziki mąż” (por volta de 1564).
A cidade floresceu no século XVI durante o reinado do príncipe Jorge II de Brzeg. Em 1582, conforme um edito imperial ordenando que os judeus deixassem as terras hereditárias dos Habsburgos, os judeus de Brzeg foram removidos de Brzeg Em 1597, a primeira gráfica foi fundada por Herbert Nebeling. Em 1618, Brzeg foi visitada pelo viajante húngaro Márton Szepsi Csombor, que mencionou a cidade em seu livro “Europica varietas”, publicado em 1620. Em 3 de janeiro de 1665, Dorothea Elisabeth, filha do príncipe Jorge III de Brzeg, doou uma valiosa coleção de livros deixada por seu pai para a escola primária mencionada acima.
Em meados do século XVII, a fronteira de língua polonesa-alemã passava perto da cidade; Brzeg pertencia ao território dominado pela língua polonesa. Havia uma família nobre na cidade, os Bilicers de Prudnik.
Em 10 de abril de 1741, ocorreu a Batalha de Mollwitz. Depois que a cidade foi bombardeada pelo rei prussiano Frederico II, o Grande, Brzeg passou para as mãos do Reino da Prússia.

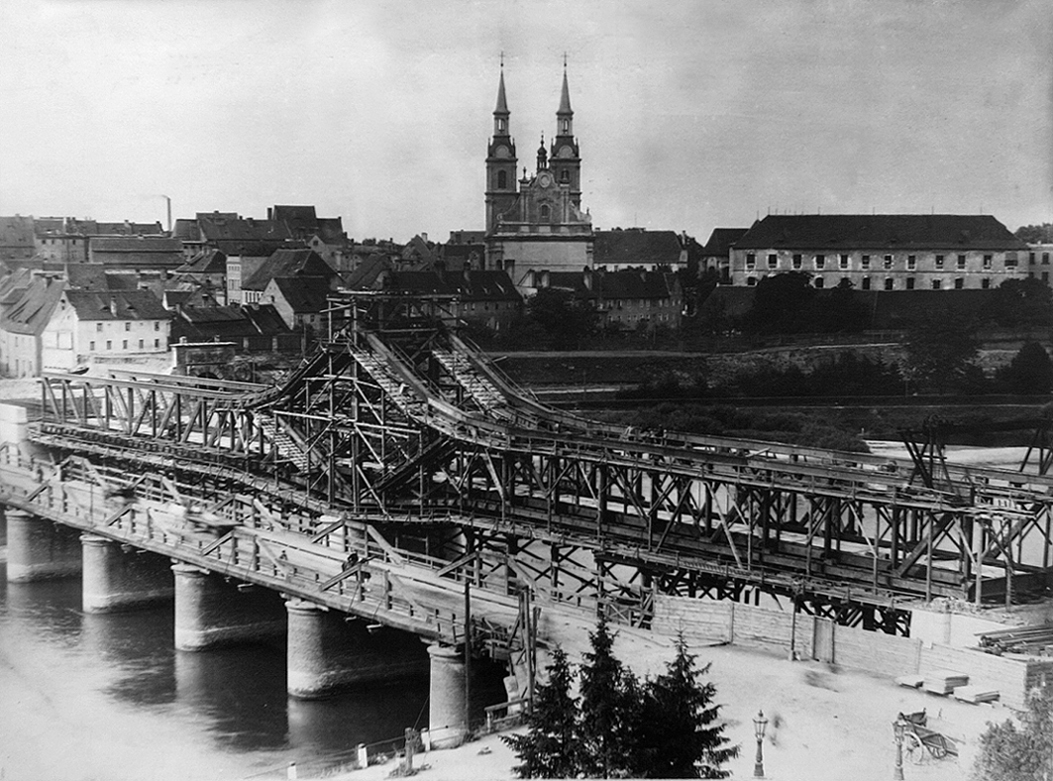
Construção da nova Ponte do Óder (1894–1895), em primeiro plano pode-se ver a velha Ponte do Óder (1844–1895)

Planta da cidade de Brzeg, 1928

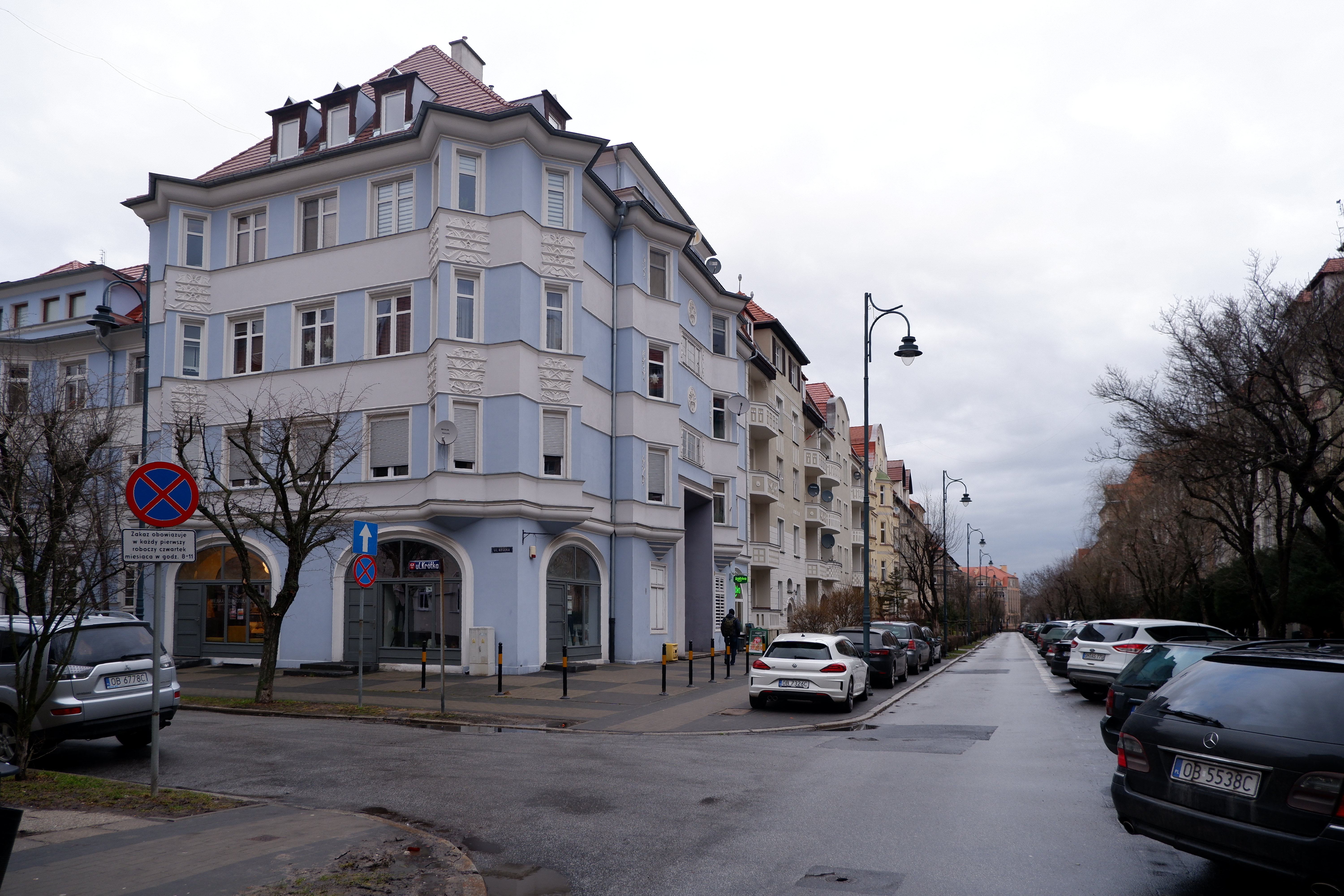
Edifícios do período entre guerras na rua Piłsudskiego

Em 15 de agosto de 1842 foi inaugurada uma linha ferroviária de Breslávia para Brzeg, fazendo parte da linha ferroviária mais antiga nas atuais terras polonesas (a Ferrovia da Alta Silésia conectando Breslávia com a Alta Silésia). Em 1843, Brzeg estava ligada por uma linha ferroviária com Opole e Katowice, em 1848 com Nysa, em 1894 com Strzelin e em 1910 com Wiązów.
Em 1844, foi colocada em funcionamento a Ponte do Óder, substituindo a ponte levadiça de madeira.
Até a Primeira Guerra Mundial, a cidade continuou a se desenvolver dinamicamente no contexto do rápido avanço político, econômico e civilizatório do Estado prussiano (a partir de 1871 como parte da Alemanha unificada). Nos anos de 1845 a 1914, a população da cidade aumentou de 11,7 mil para 29 mil.
- Desenvolvimento industrial: curtume E.W. Molla (1811), uma fábrica de retrosaria de T.T. Heinze (1830), fábrica de açúcar de Löbbeck (1846), usina de gás de carvão municipal (1848), fábrica de pianos de H. Schutz (1874), fábrica de açúcar “Concordia” (1876), fábrica de livros de escritório de Löwenthal (1879), fábrica de forno de chamotte (1887), fábrica de produtos de cimento de H. Bienecka (1902), bem como uma fábrica de veículos puxados por cavalos, a fábrica de máquinas Güttler, a fábrica de máquinas agrícolas Przillas, uma fábrica de cadeiras, uma fábrica de charutos e uma cervejaria[32]
- Desenvolvimento espacial: absorvendo os subúrbios existentes, removendo as muralhas medievais com portões (1863–1865)

Em 1902, viviam 310 judeus na cidade, que possuíam 55 casas. Havia três associações beneficentes judaicas (bem-estar dos pobres, funerais e liga feminina).
Em 1909, um canal navegável foi construído ao longo do rio Óder e do porto da cidade.
Durante a administração do prefeito Julius Peppel (1895–1910): após a incorporação de novas áreas à cidade, o número de habitantes aumentou em 8 mil; numerosos investimentos: rede de esgoto municipal, abastecimento de água encanada, reposição do calçamento das ruas e calçadas, construção de uma usina e arranjo do parque (por muitos anos denominado Parque Wolności, hoje Parque da Liberdade Julius Peppel).
Nos anos de 1878 a 1928, o conselho municipal inaugurou vários monumentos dedicados a personalidades e estadistas alemães. Isso estava conforme a tendência prevalecente na Alemanha na virada dos séculos XIX e XX, mas, ao mesmo tempo, testemunhava a crescente riqueza do tesouro municipal e as aspirações das autoridades de Brzeg e de sua comunidade. A construção de monumentos com temas específicos também esteve relacionada com a presença da minoria polonesa em Brzeg e arredores. Até a década de 1950, havia uma igreja evangélica de tijolos na cidade, onde missas eram celebradas para a população polonesa até 1829.
Em 27 de outubro de 1895, a nova Ponte do rio Óder foi colocada em operação.
Durante a Noite dos Cristais, o Partido Nacional-Socialista dos Trabalhadores Alemães incendiou a sinagoga, e com ela, publicamente, os pergaminhos da Torá. Após esses eventos, muitos judeus deixaram a cidade para o Ocidente.

### Segunda Guerra Mundial

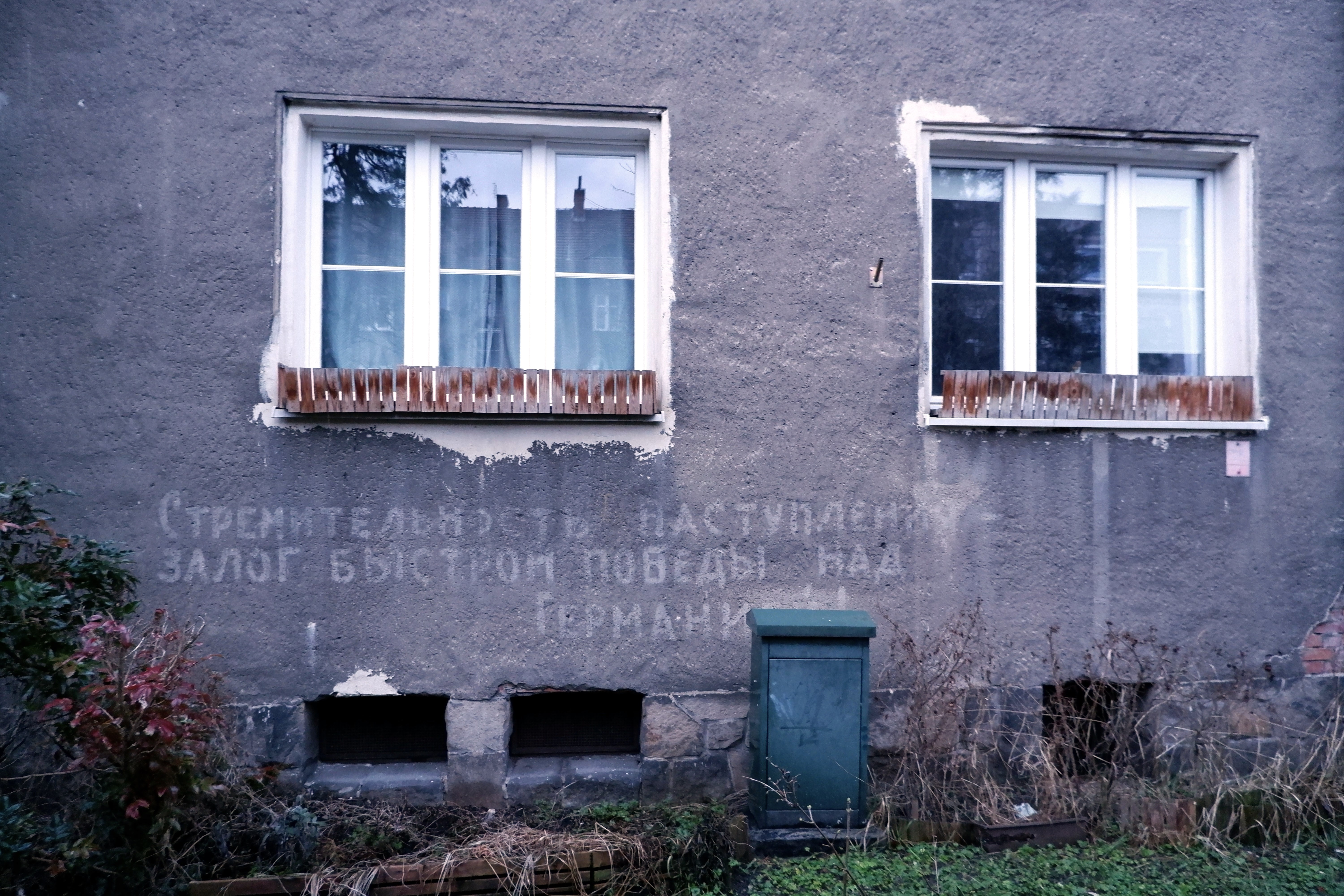
Inscrição: “Um ataque rápido garante uma vitória rápida sobre os alemães!”.(Стремительность наступления залог быстрой победы над Германией!) colocada por soldados soviéticos em 1945 em um prédio na rua Vyšinská, 20

Em 1940, a primeira tubulação com gás de carvão enviado da usina de gás municipal em Wałbrzych chegou a Brzeg e seus arredores, o que influenciou significativamente o desenvolvimento da cidade. No outono de 1944, durante a marcha de evacuação de prisioneiros da prisão local, os guardas alemães assassinaram 200 prisioneiros.
As batalhas soviético-alemãs pelas cidades começaram em 23 de janeiro de 1945. Durante elas, a Ponte do Óder foi seriamente danificada. Em 6 de fevereiro, Brzeg foi capturada pelo Exército Vermelho. Durante a luta, 914 soldados soviéticos da Primeira Frente Ucraniana foram mortos. Em sua homenagem, o Monumento da Vitória foi erguido na Praça Brama Wrocławska. A cidade velha, com uma série de monumentos valiosos, estava em ruínas, no total, 70% das construções urbanas foi demolida.
Após o deslocamento das tropas alemãs, a cidade foi assumida pela administração polonesa. Naquela época, alguns dos repatriados poloneses das Terras Fronteiriças Orientais se estabeleceram em Brzeg e seus arredores.

### Polônia do Povo

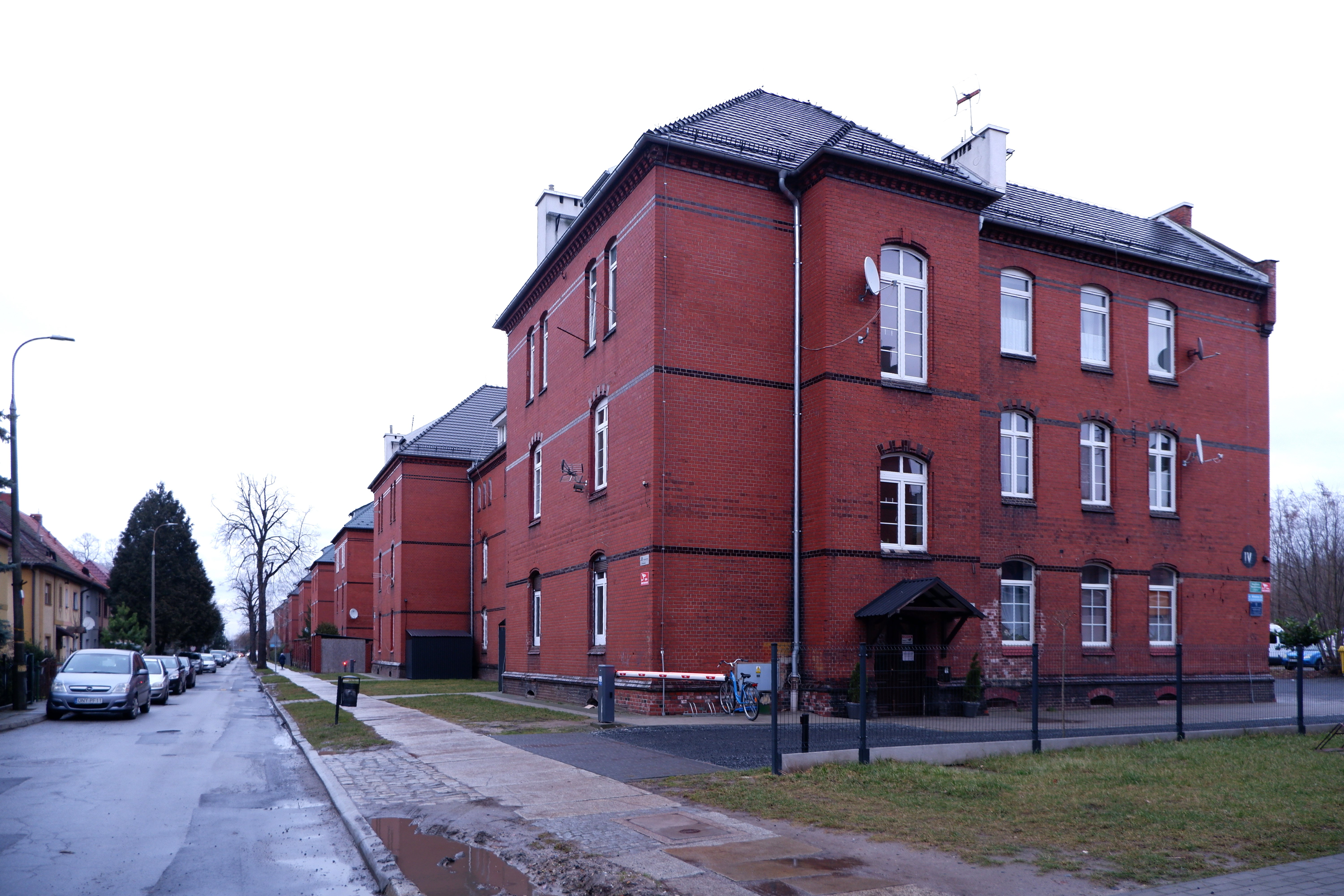
Quartel Vermelho — complexo ocupado durante o período comunista por soldados soviéticos

O nome atual da cidade foi oficialmente aprovado em 7 de maio de 1946.
Após a guerra, cerca de uma dúzia de unidades clandestinas anticomunistas operaram na cidade e seus arredores, incluindo as estruturas locais da organização Wolność i Niezawisłość. Entre seus líderes estava Wincenty Mucha, que também foi o primeiro comandante da unidade de reconhecimento independente de Brzeg.
No feriado de 22 de julho de 1951, foi inaugurada a Indústria de Gorduras do Óder (NZPT SA). Ela produz margarinas em copos para passar no pão, em cubos para fazer bolos e cremes, margarinas em blocos destinadas à indústria de confeitaria e panificação. As margarinas são o grupo de produtos mais importante comercializado pela Companhia, sendo a margarina mais popular do mercado polonês. As margarinas são distribuídas por armazéns localizados em toda a Polônia. Atualmente, após a mudança de proprietário, a fábrica é denominada “KAMA FOODS SA”.
A Ponte Piasta foi construída nos anos 1953–1954.
Na década de 1960, os monumentos mais importantes da cidade foram reconstruídos, a cidade velha foi construída com blocos de apartamentos e as indústrias de engenharia, elétrica, couro e alimentos se desenvolveram.
Em 26 de maio de 1966, a população da cidade defendeu a propriedade da Igreja. Eles foram brutalmente reprimidos por unidades dos Guardiões Motorizados da Milícia Cidadã (ZOMO) e oficiais do Serviço de segurança (SB) (a chamada pacificação de Brzeg).
A estrada estadual n.º 34 (até dezembro de 1985) e a estrada internacional E22 (até 1983) passavam por Brzeg, depois a estrada nacional n.º 4 e a estrada europeia E40.

### Terceira República
Em 1992, a cidade foi abandonada pelo exército soviético.
Até 31 de dezembro de 2001, Brzeg era a sede da comuna rural de Brzeg, renomeada para comuna de Skarbimierz, com sede em Skarbimierz-Osiedle.
Afetada pelas enchentes de 2024.

## Demografia
Conforme os dados do Escritório Central de Estatística da Polônia (GUS) de 31 de dezembro de 2024, Brzeg é uma cidade pequena com uma população de 33 230 habitantes (4.º lugar na voivodia de Opole e 131.º na Polônia), tem uma área de 14,6 km² (21.º lugar na voivodia de Opole e 447.º lugar na Polônia) e uma densidade populacional de 2 274 hab./km² (2.º lugar na voivodia de Opole e 30.º lugar na Polônia). Nos anos 2002–2024, o número de habitantes diminuiu 14,4%.
Os habitantes de Brzeg constituem cerca de 38,70% da população do condado de Brzeg, constituindo 3,56% da população da voivodia de Opole.
| Descrição                         | Total      | Total    | Mulheres   | Mulheres | Homens     | Homens   |
| --------------------------------- | ---------- | -------- | ---------- | -------- | ---------- | -------- |
| unidade                           | habitantes | %        | habitantes | %        | habitantes | %        |
| população                         | 33 230     | 100      | 17 491     | 52,6     | 15 739     | 47,4     |
| superfície                        | 14,6 km²   | 14,6 km² | 14,6 km²   | 14,6 km² | 14,6 km²   | 14,6 km² |
| densidade populacional (hab./km²) | 2 274      | 2 274    | 1 196,1    | 1 196,1  | 1 077,9    | 1 077,9  |

## Monumentos históricos

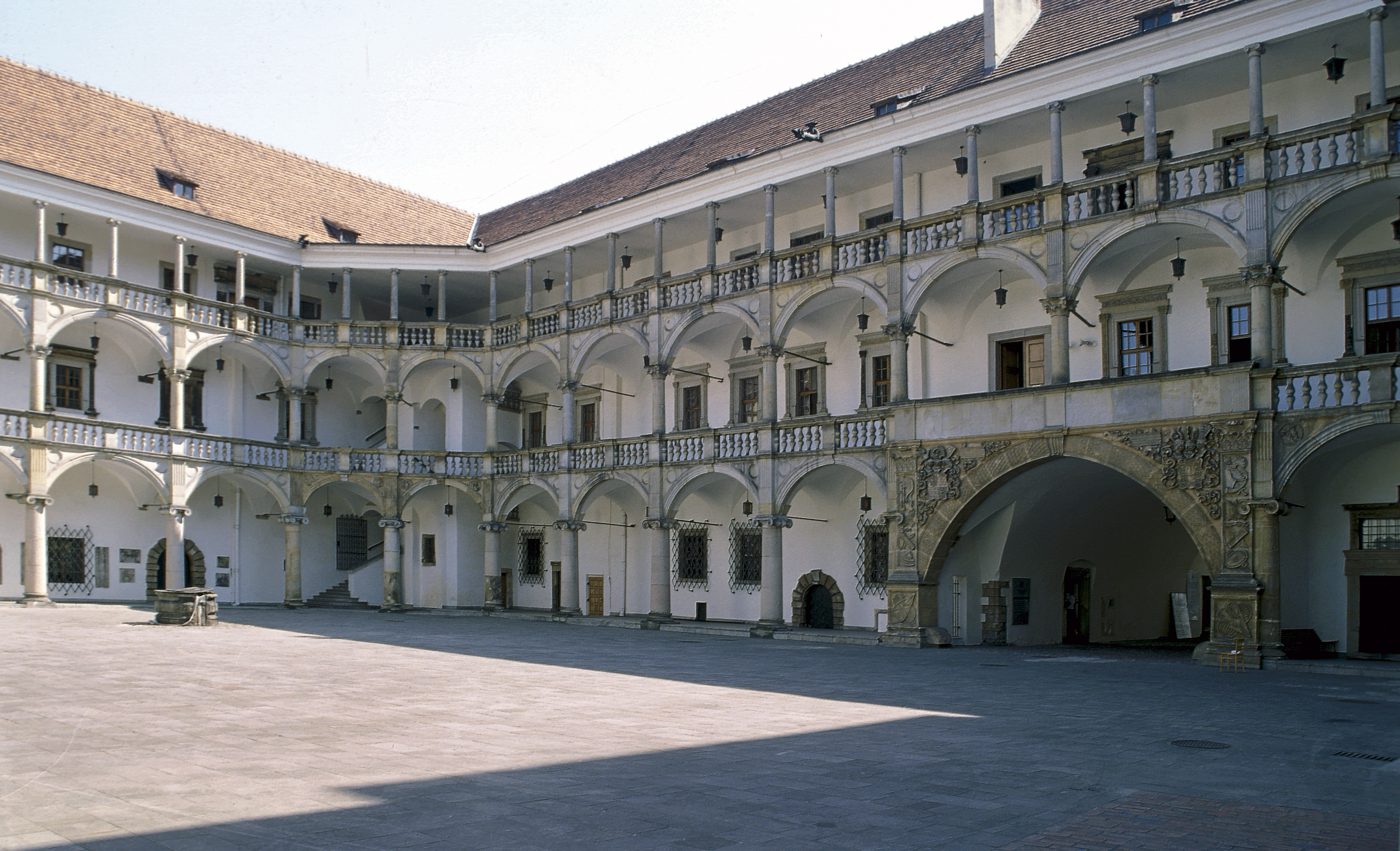
Vista parcial do pátio do castelo

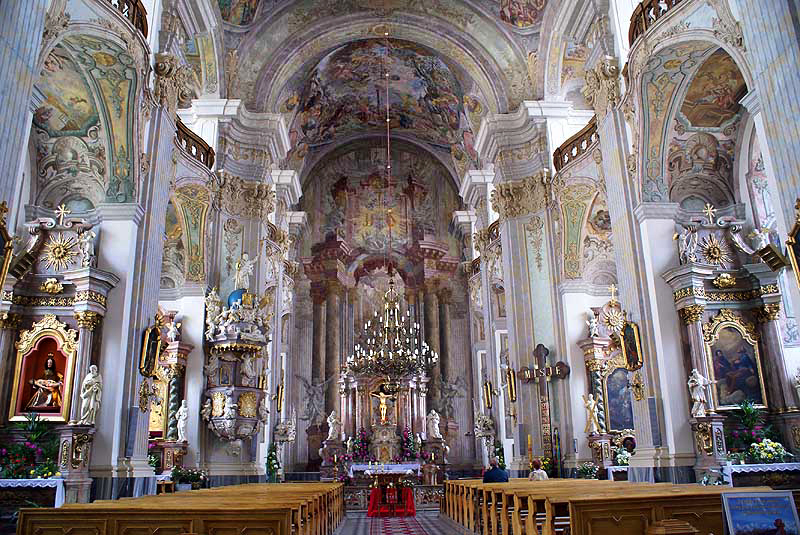
Interior da igreja da Exaltação da Santa Cruz (século XVIII)

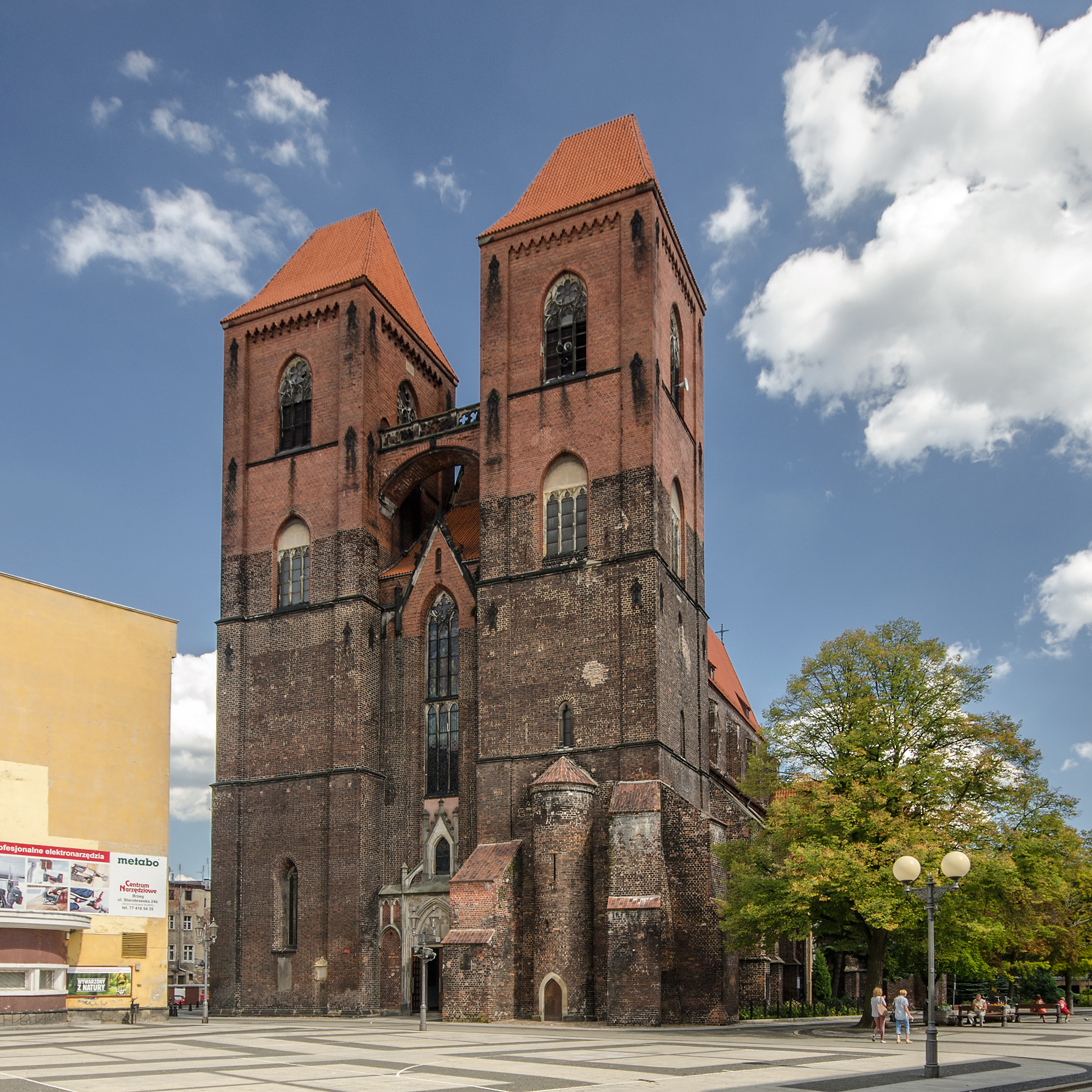
Igreja de São Nicolau

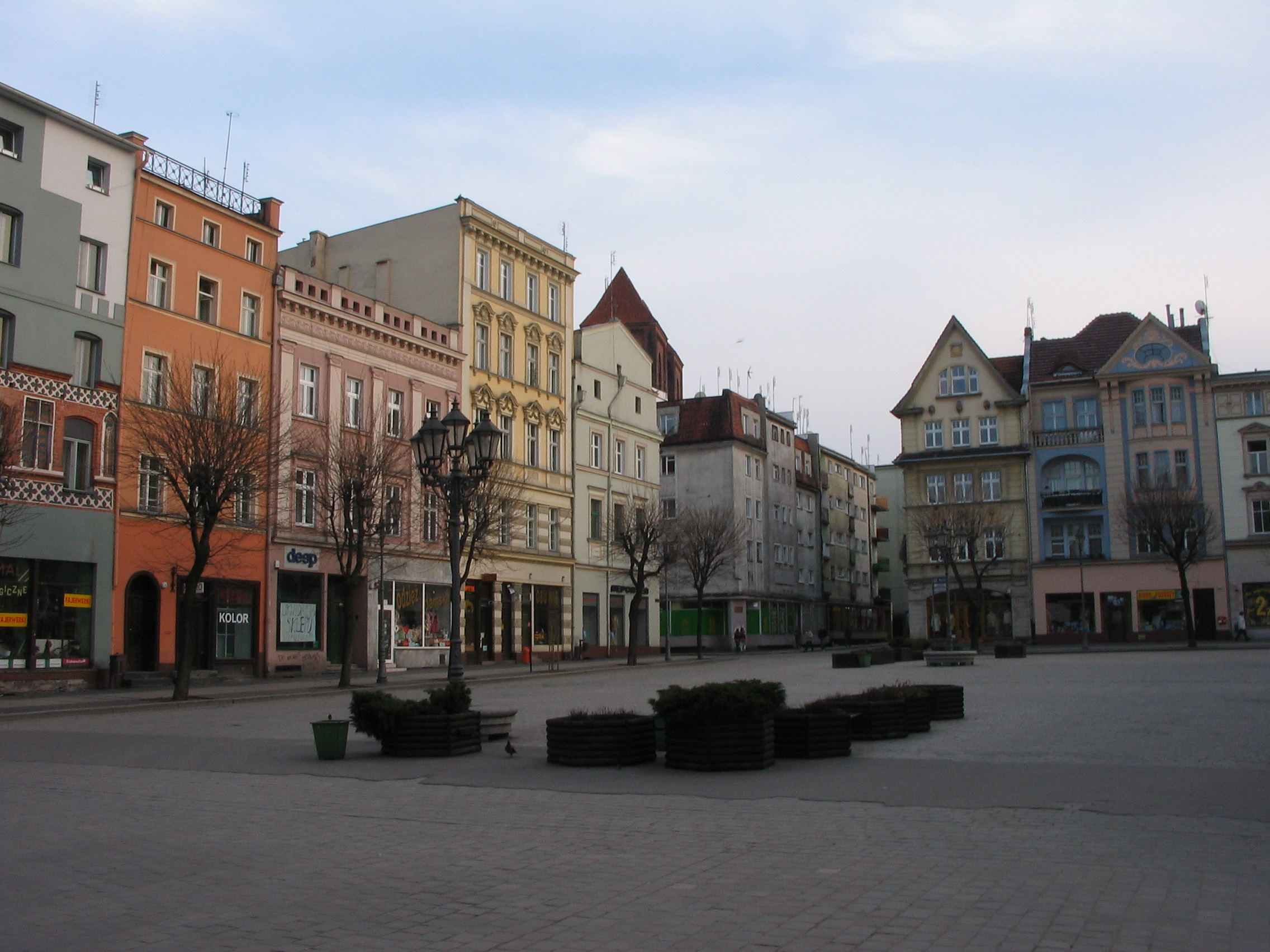
Edifícios na praça principal

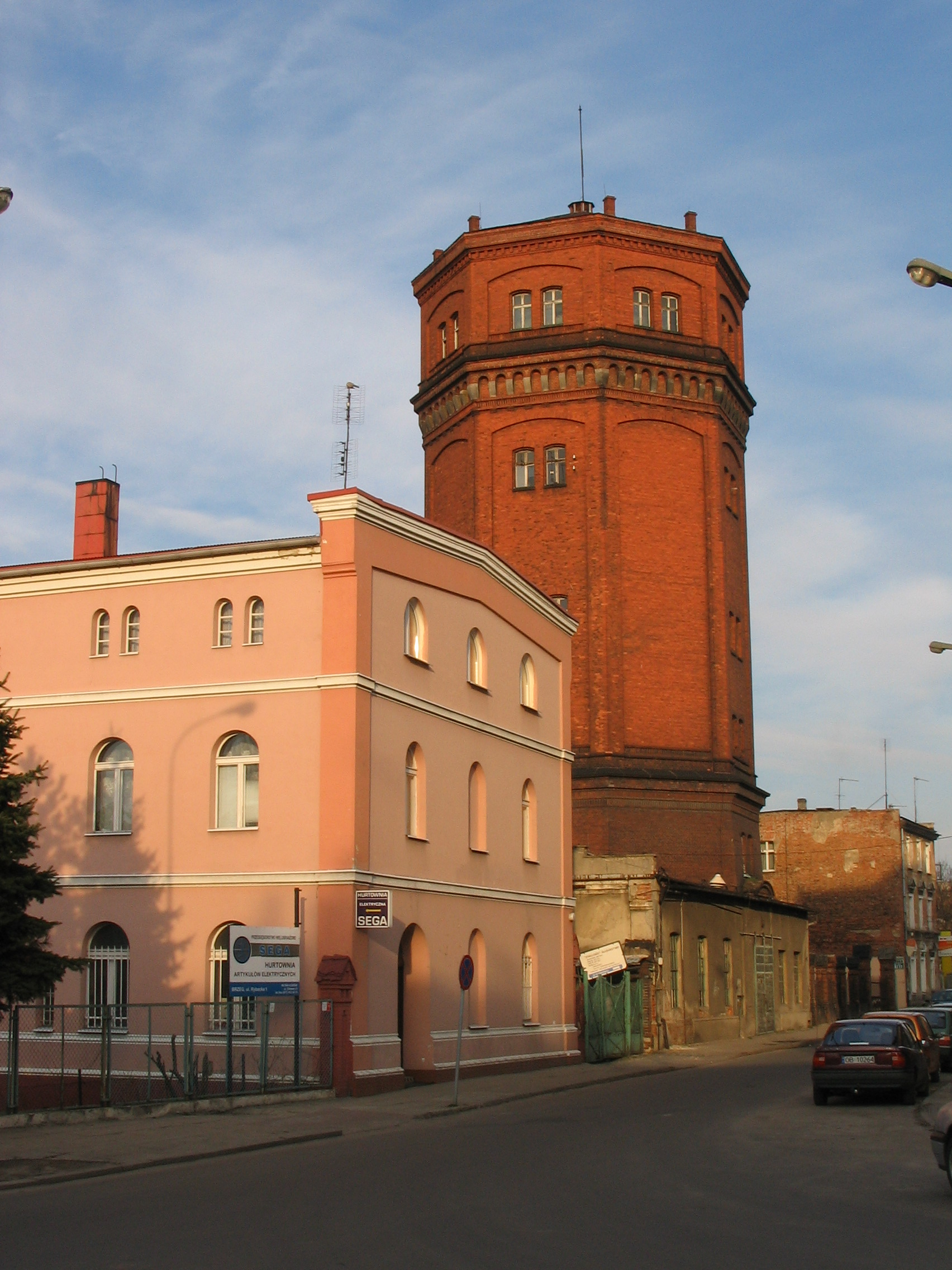
Castelo d'água na rua Rybacka

- Castelo renascentista dos Piastas da Silésia dos séculos XIII a XVI, conhecido como Wawel da Silésia, o complexo do castelo (com capela) está incluído na lista de monumentos de classe internacional (conforme a antiga classificação — classe “0”).
- Traçado urbano da Cidade Velha, desde meados do século XIII, mudou a partir de 1945.
- Igrejas:
  - Igreja de São Nicolau, gótico (1370-1417)
  - Igreja da Exaltação da Santa Cruz do século XVIII, barroco com afrescos ilusionistas de Jan Kuben de 1739 a 1745
  - Antiga igreja franciscana de São Pedro e São Paulo, gótica, o templo mais antigo de Brzeg, mencionado em 1285 com o mosteiro
  - Igreja Evangélica de Augsburgo de São Lucas, consagrada em 10 de outubro de 1897
- Imagens barrocas de João Nepomuceno e Judas Tadeu de 1722, colocadas em frente à fachada da Igreja da Exaltação da Santa Cruz em 1755.
- Santíssima Trindade na praça do Castelo, barroco, erguido em 1731.
- Prefeitura, do século XIV, reconstruída nos anos 1569–1571.
- Ginásio Piasta fundado em 1569.
- Casas dos burgueses:
  - Praça principal no n.º 19 (atualmente no n.º 18) — Fachada renascentista de 1621 (reconstrução).
  - Praça principal, toda a fachada oriental, contém fragmentos de casas do século XIV.
  - Chopin 1, Renascença de 1597.
  - Jabłkowa 5, uma casa barroca de 1715.
  - Jabłkowa 7, um prédio residencial de 1797 no estilo imperial.
- Portão do rio Óder de 1595–1596.
- Antigo Quartel friarianiano, de 1781 a 1782.
- Área verde urbana — ruínas de uma fortaleza bastião construída em torno da cidade medieval. A construção foi iniciada em 1572, ampliada várias vezes nos séculos XVII, XVIII e XIX, demolida em 1807 e transformada no século XIX em um complexo de parques, hoje área verde.
- Complexo de ruas modernistas e ecléticas, construído no século XIX, após o fechamento da fortaleza.
  - Mansão Löbbecke do século XIX na rua Chrobrego, com a fonte Tritão (a fonte foi transferida para o castelo).
  - Edifício do tribunal na esquina da rua Chrobry com a Exército da Pátria. Construído nos anos de 1898–1903.
  - Mansão de Neugebauer (proprietário da fábrica de açúcar “Concordia”; hoje Nadodrzańskie Zakłady Przemysłu Tłuszczowego) na rua João Paulo II. Construída em 1898 em estilo eclético, a propriedade é cercada por um jardim com muitos rododendros e outros arbustos de plantas.
  - Menino com o Cisne — uma fonte no Parque Central.
- Antiga capela do cemitério da igreja da Exaltação da Santa Cruz, hoje a igreja da guarnição. Ela tomou sua forma atual em 1724.
- Castelo d'água na rua Rybacka, de 1877.
- Quartel Vermelho do início do século XIX.
- Sinagoga de 1799.
- Cemitério judeu
- Monumentos alemães inexistentes de 1878–1939.[34]
  - Estátua de Frederico II da Prússia por Louis Sussmann-Hellborn, erguida em 1878.
  - Monumento do imperador alemão Guilherme I por Johannes Boese, erigido em 1900.
  - Monumento a Martinho Lutero por Robert Hanig, erigido em 1905.
  - Monumento ao Chanceler do Reich Otto von Bismarck por Heinrich Victor Seifert, erigido em 1908.
  - Estátua do prefeito da cidade Júlio Peppel, erguida em 1911 no parque que leva seu nome, hoje Parque Wolności
  - Monumento dedicado aos heróis da Guerra Franco-Prussiana de 1870–1871, erguido em 1918.
  - Monumento ao primeiro presidente da Alemanha, Friedrich Ebert, erguido em 1927.
  - “Monumento aos Heróis” por Hans Damman, Heinrich Victor Seifert e o arquiteto Höpner, construído em 1928.

## Economia
Brzeg é um centro industrial e econômico, tanto na voivodia de Opole como em todo o país. Na cidade podemos distinguir fábricas de máquinas agrícolas, motores elétricos, fábricas de gorduras vegetais e confeitarias.
Em 2017, a taxa de desemprego em Brzeg era de 9,8%. O salário bruto mensal médio em Brzeg ascendeu a 3 858,63 PLN.
18,5% dos habitantes profissionalmente ativos de Brzeg trabalham no setor agrícola (agricultura, silvicultura, pesca e mineração), 35,8% no setor industrial (processamento e construção) e 15,5% no setor de serviços (comércio, reparação de veículos, transporte, alojamento e restauração, informação e comunicação) e 2,6% trabalham no setor financeiro (atividades financeiras e de seguros, serviços imobiliários).

## Empreendimentos
Em Brzeg, na rua Małujowicka, existe uma Subzona da Zona Econômica Especial de Wałbrzych com uma área de 54 hectares.
Na rua Starobrzeska 7 fica a Fábrica de Confeitaria “Odra”. Até 2008, a Cervejaria Brzeg estava operando. Na rua Fabryczna 2 fica a sede da Fabryka Maszyn Rolniczych Agromet, sendo uma das unidades de produção do Grupo Unia.

## Transportes

### Transporte rodoviário

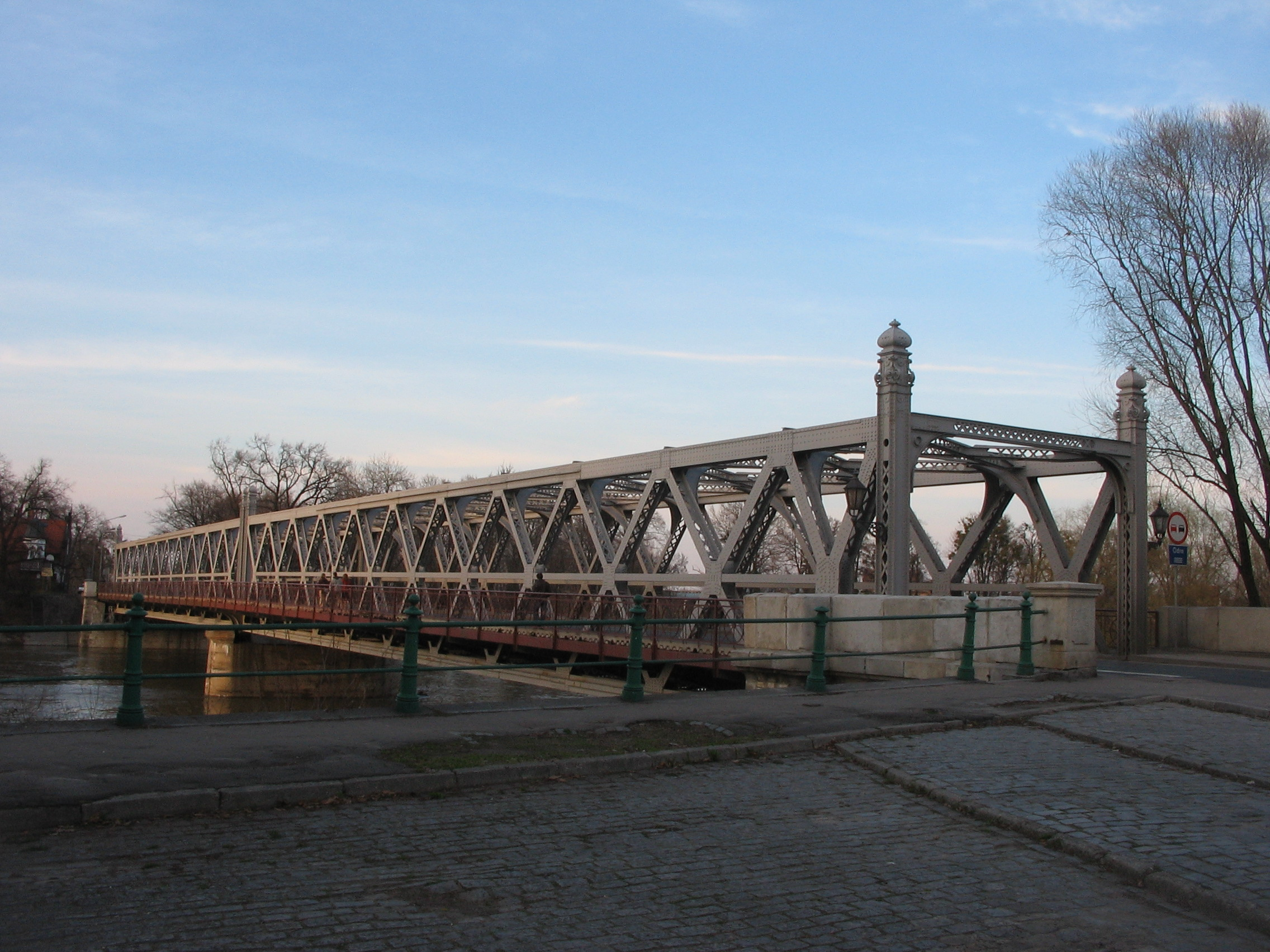
Ponte Piasta em Brzeg

As seguintes estradas nacionais passam por Brzeg:
- fronteira do país com a Alemanha  — Zgorzelec — Węgliniec — Bolesławiec — Legnica — Breslávia — Brzeg — Opole — Prószków — Strzelce Opolskie — Gliwice — Chorzów — Katowice — Mysłowice — Jaworzno — Chrzanów — Cracóvia — Wieliczka — comuna de Kłaj — Bochnia — Brzesko — Tarnów — Dębica — Rzeszów — Jarosław — Przemyśl — fronteira do país com a Ucrânia
- Łagiewniki — Strzelin — Biedrzychów — Owczary — Brzeg — Namysłów — Kępno
- Bolesławiec — Krzywa — Chojnów — Legnica — Prochowice — Breslávia — Brzeg — Opole — Strzelce Opolskie — Toszek — Pyskowice — Bytom — Będzin — Sosnowiec — Dąbrowa Górnicza — Olkusz — ... — Tarnów — Rzeszów — Jarosław — Radymno — rodovia 1698R

A rede é complementada por estradas da voivodia:
- Brzeg — Grodków — Pakosławice
- Brzeg — Dobrzeń Wielki

### Transporte ferroviário

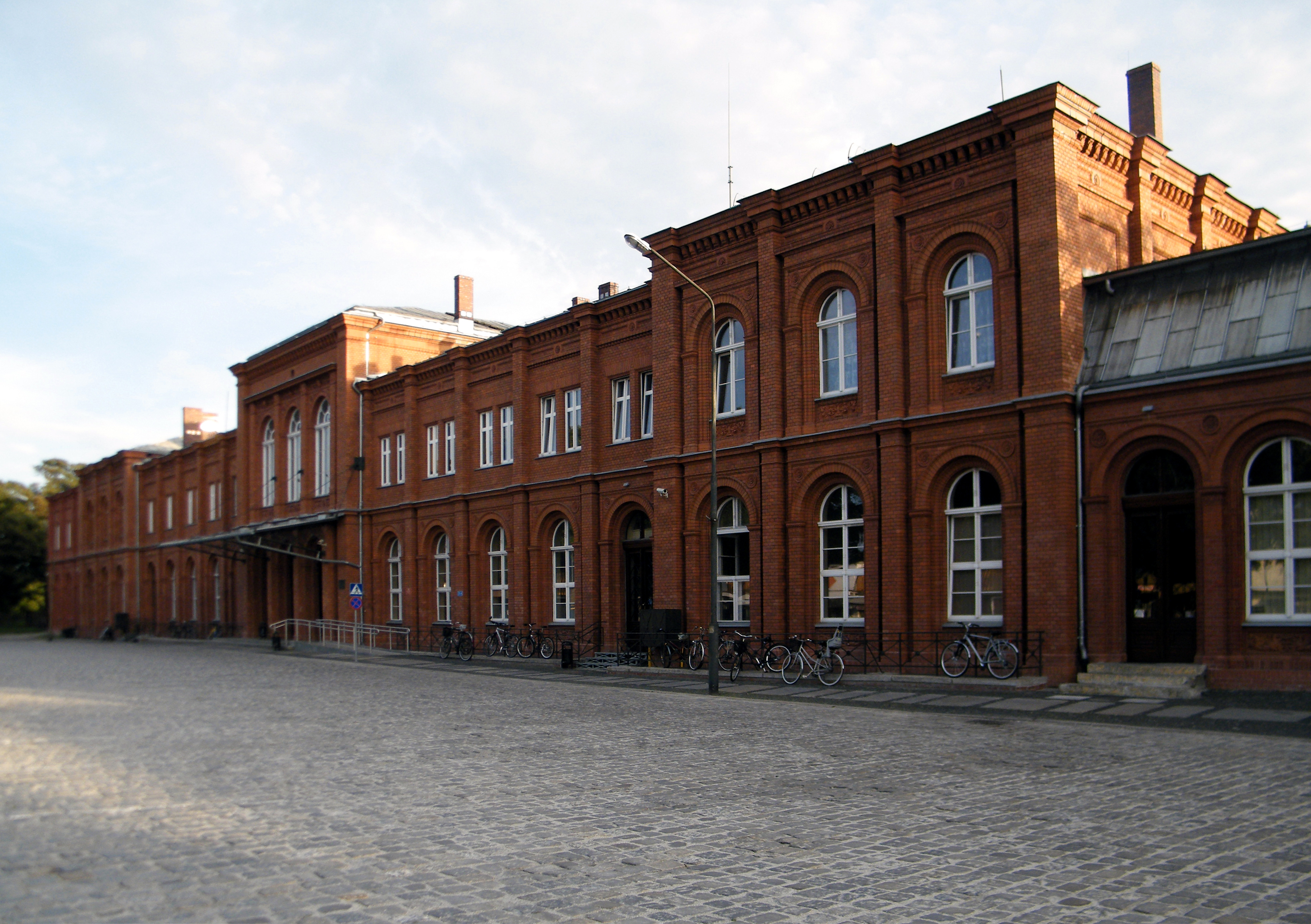
Estação ferroviária de Brzeg

Brzeg possui um transporte ferroviário bem desenvolvido. A estação ferroviária de Brzeg é servida pela PKP Intercity e Polregio. A cidade tem conexões ferroviárias diretas com Opole, Breslávia, Cracóvia, Varsóvia, Katowice, Poznań, Szczecin, Zielona Góra, Lublin, Kielce, Przemyśl, Zamość e Nysa.
A estação ferroviária em Brzeg, localizada a meio caminho entre Breslávia e Opole, é uma das estações mais antigas da Polônia e está localizada na ferrovia mais antiga do atual território polonês. A ferrovia chegou a Brzeg em agosto de 1842. A estação ferroviária de Brzeg, que foi construída nos anos de 1869 a 1870, está inscrita no registro de monumentos históricos.

### Transporte público
O transporte de ônibus é fornecido pela PKS Brzeg. Os destinos mais importantes são Breslávia, Opole, Grodków, Namysłów, Nysa, Karpacz, Strzelin e Wiązów. Aos domingos, é disponibilizado um trajeto especial para Szklarska Poreba.
O transporte urbano (coletivo) também é prestado pela empresa PKS Brzeg que opera 8 linhas na cidade — 0A, 0B, 1, 2, 2A, 3, 5 e 8 — das quais esta última é lançada apenas durante a temporada de férias.
A estação rodoviária em Brzeg está localizada na Praça Dworcowy.

### Heliponto
Em 2013, na rua Mossor foi comissionado um heliponto para uso em uma pista de pouso sanitário destinada a decolagens e pousos de helicópteros em transporte aeromédico e de resgate com um peso máximo de decolagem de 5 700 kg durante o dia e à noite.

## Educação
Em Brzeg existem: 10 jardins de infância, 6 escolas primárias, 5 escolas secundárias, 1 escola de música, 5 escolas de línguas, 1 universidade e 2 escolas pós-secundárias.
| Jardim de infância - Jardim de infância público n.º 1, rua Jana Pawła II 7 - Jardim de infância público n.º 2, rua Ofiar Katyn 9 - Jardim de infância público n.º 3, rua Zielona 23 - Jardim de infância público n.º 4, rua Chrobrego 37 - Jardim de infância público n.º 5, rua Bohaterów Monte Cassino 1 - Jardim de infância público n.º 6, rua Wysoka 1 - Jardim de infância público de integração n.º 7, rua Gaj 1 - Jardim de infância público n.º 8,rua Towarowa 2 - Jardim de infância público n.º 10, rua Fr. Makarskiego 5 - Jardim de infância público n.º 11, rua Spacerowa 2 Escolas primárias - Escola primária pública n.º 1 Stefan Żeromski, rua Chrobrego 13 - Escola Primária Pública n.º 3, Jana Kochanowskiego, rua Kamienna 2 - Escola Primária Pública n.º 5, Nicholas Copernicus, rua Robotnicza 22 - Escola Primária Pública n.º 6, Tadeusza Kościuszko, rua Poprzeczna 1 - Escola Primária Pública n.º 7 Especial, rua Mossor 4 - Escola Primária Pública n.º 8 (dita Milênio), rua Lompy 1 |  | Escolas secundárias - Liceu de Educação geral, Bolesław Chrobry, rua Armii Krajowej 7 - Liceu II de Educação geral, Zbigniew Herbert, rua 1 Maja 7 - Complexo Escolar de Construção, Príncipe Jorge II Piasta, rua Kamienna 3 - Complexo Escolar Econômico, rua Jana Pawła II 28 - Complexo Escolar Profissional n.º 1, Marii Skłodowskiej-Curie, rua Słowiańska 18 Escolas pós-secundárias - Faculdade Profissional de Medicina, rua Ofiar Katyn 25 - Estudo Profissional Pós-Secundário — Complexo Econômico Escolar, rua Jana Pawła II 28 Universidade - Escola Superior de Ciências Humanas e Econômicas, rua Piastowska 14 Outras - Escola Primária Estadual de Música Józefa Elsnera, rua Piastowska 18 - Escola de Línguas Estrangeiras "Glottis", rua Chrobrego 18 - Expert Language Center, rua Długa 21 - Escola de Línguas Estrangeiras "Progress", rua Chrobrego 17 - Centro de Línguas "Sun", rua Rzemieślnicza 7 - Filial do Centro de Línguas Estrangeiras e Educação "Poliglotus" em Opole, rua Trzech Kotwic 11B |

## Cultura

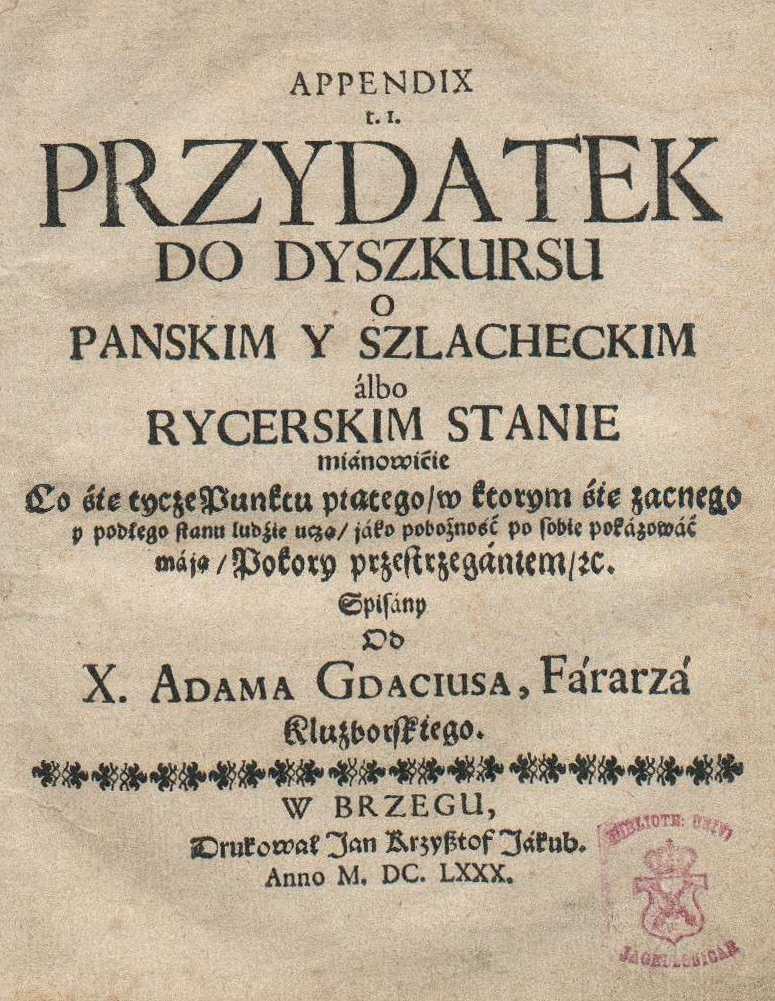
A primeira edição de 1680 do livro de Adam Gdacjusz Przydatek do dyszkursu o pańskim i szlacheckim albo rycerskim stanie

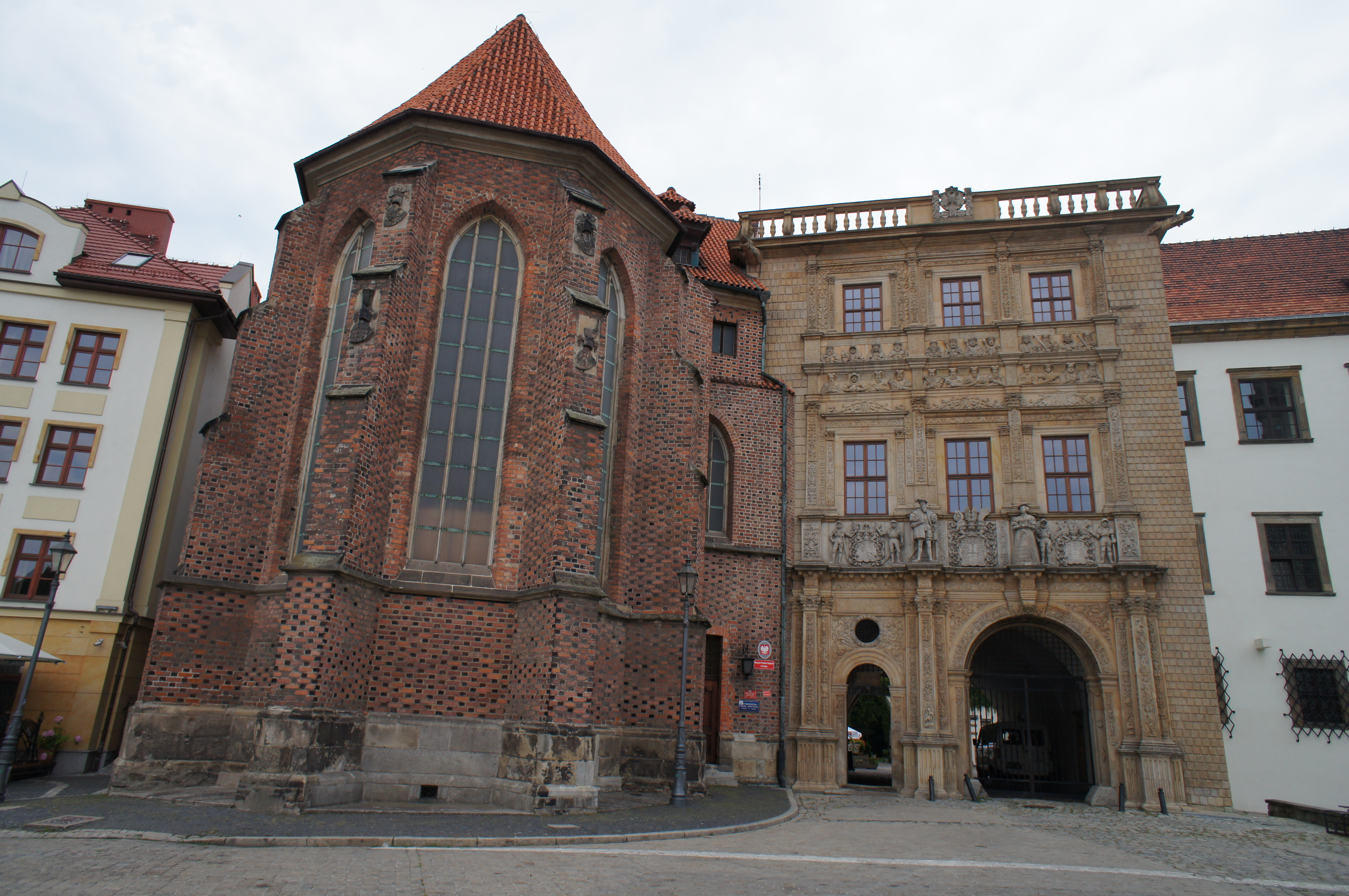
Igreja de Santa Edwiges no complexo do castelo dos Piastas da Silésia (atualmente um museu) e o portão do castelo

Brzeg é um importante centro cultural há séculos. Música, literatura, arte e teatro eram parte integrante da vida da corte ducal dos Piastas e da cidade. Os atuais animadores de atividades culturais criaram um novo centro cultural no país a partir de Brzeg. Brzeg abriu suas portas aos artistas e cuidou do desenvolvimento cultural dos habitantes. Graças às atividades de animação do Museu dos Piastas da Silésia e do Centro Cultural de Brzeg, a cidade atrai organizadores de eventos como o Festival Internacional "Wratislavia Cantans", o Festival de Música “Porozumienie” (atual “Eurosilesia”), o Festival de Jazz de Breslávia "Jazz on the Odra", a Competição Internacional Franz Liszt Concertos, exposições, locais de pintura, feiras renascentistas e espetáculos acontecem em elegantes aposentos, no pátio do Castelo dos Piastas da Silésia, nas igrejas de São Nicolau, e na igreja da Exaltação da Santa Cruz e Misericórdia de Deus, no salão de teatro do Centro Cultural de Brzeg, na Galeria de Arte Contemporânea e no Grande Salão de Teto Renascentista da Câmara Municipal, bem como no Anfiteatro Municipal e na Praça principal de Brzeg.

### Centro Cultural

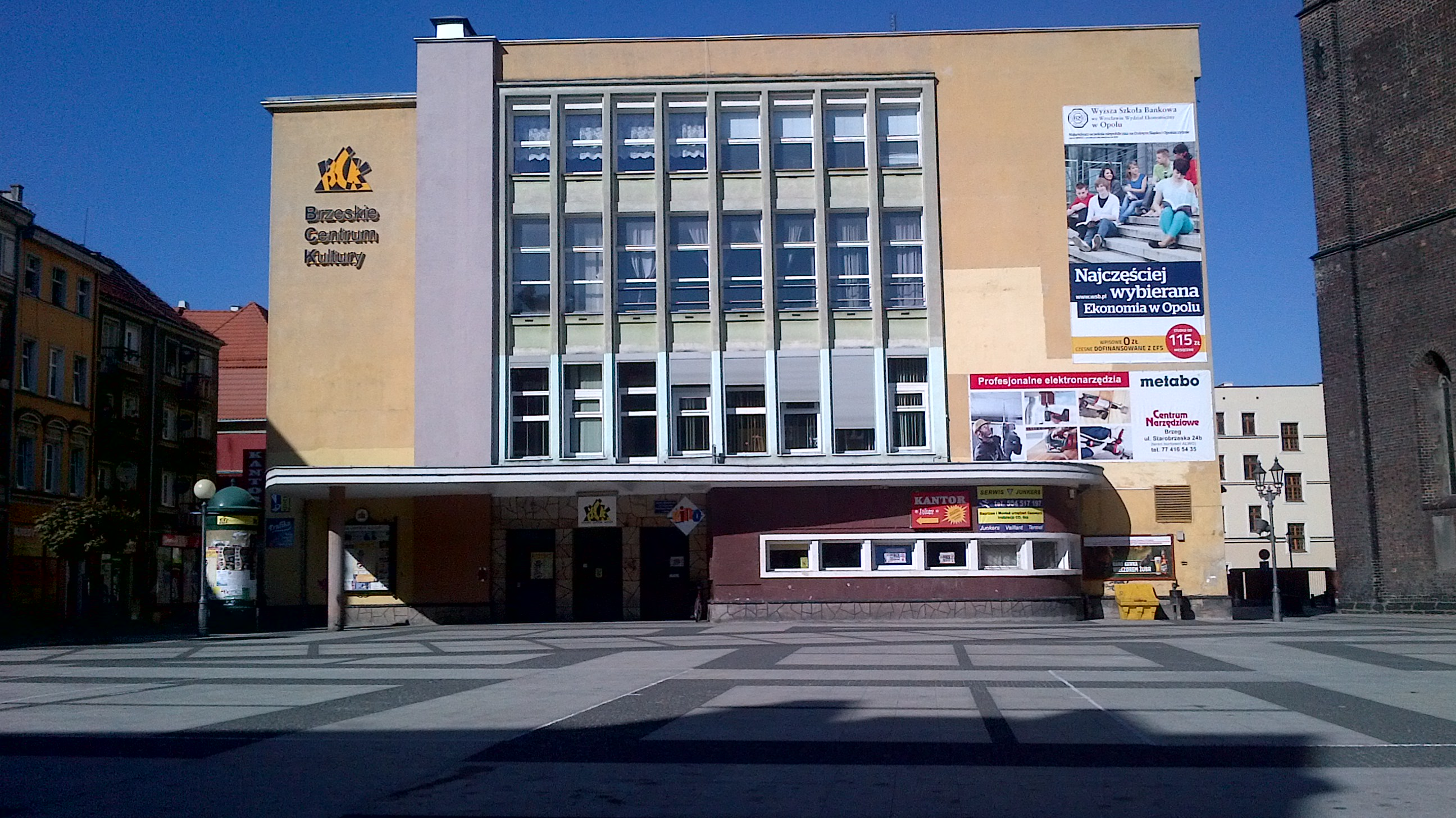
Centro Cultural

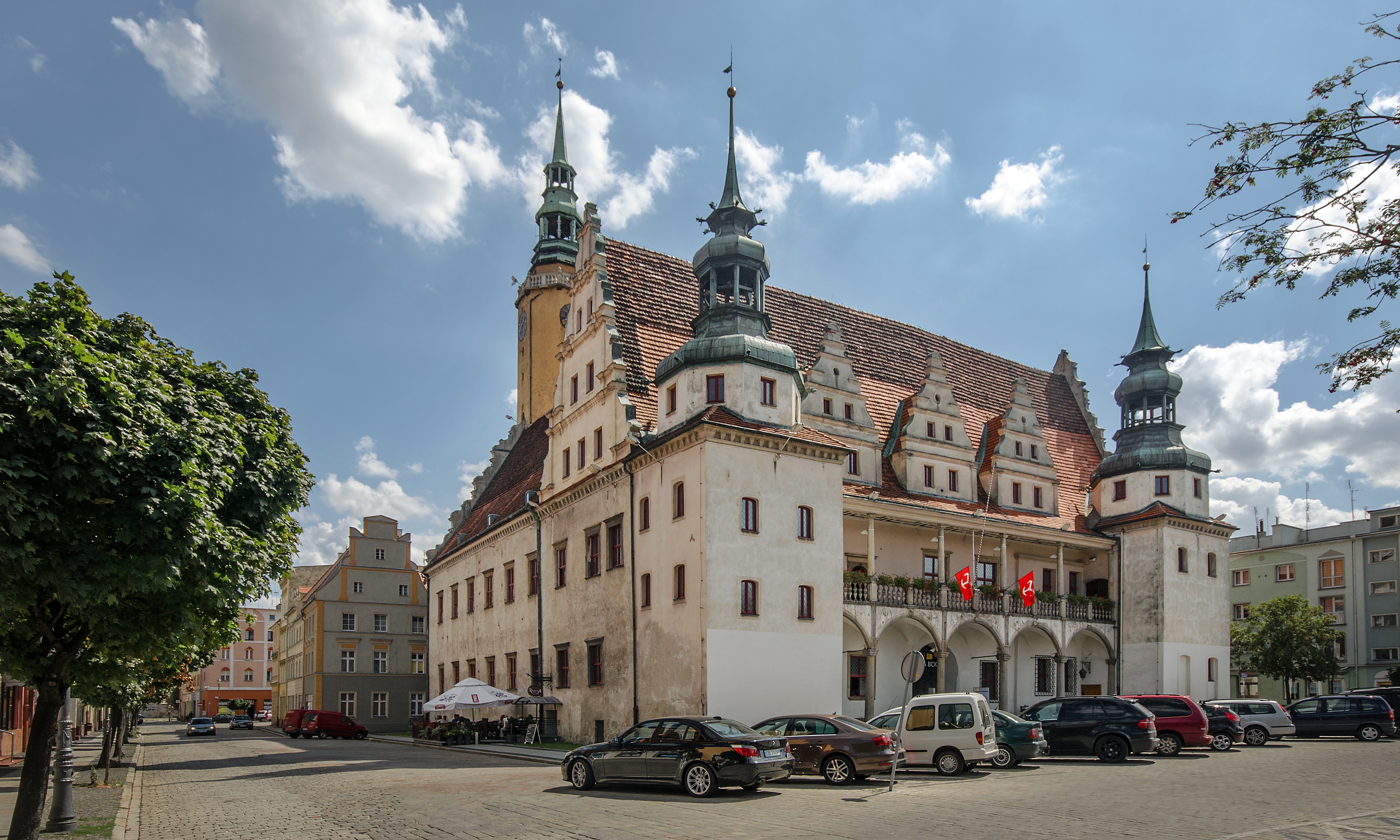
Câmara municipal renascentista (1569–1577)

O Centro Cultural de Brzeg (até 1992: Casa da Cultura de Brzeg) foi inaugurado em fevereiro de 1967, após uma reforma de dez anos do teatro da cidade, Brieger Stadttheater, operando no período entre guerras.
O Centro Cultural de Brzeg cobre com suas atividades:
- A Casa da Cultura (na rua Mleczna 5),
- A Galeria de Arte Contemporânea na Prefeitura de Brzeg,
- O anfiteatro da cidade (para aproximadamente 5 mil espectadores) na rua B. Chrobry,
- O cinema “Centrum” em funcionamento no prédio da Casa da Cultura — reativado em novembro de 2004,
- A sede temporária do Centro Cultural de Brzeg (causada pela renovação[85]) — na rua Jabłkowa 5

O Centro Cultural de Brzeg organiza eventos artísticos. Na década de 1970, três edições do chamado “Mały Jazzu nad Odrą”, sendo uma ramificação do festival de Breslávia “Jazz nad Odrą”. O evento contou com estrelas do jazz europeu e da música jazz-rock, como: SBB com Józef Skrzek no comando, Novi Singers, Trio Bartkowski-Karolak-Namysłowski, Hagaw, músicos da República Tcheca e Suíça. Brzeg também organizou o Festival Nacional de Música Contemporânea “Brzeskie Music Contacts”, “Opole Music Meetings”, Workshops Nacionais para cantores e bandas vocal-instrumentais, durante os quais os palestrantes foram, entre outros: Janusz Kondratowicz, Waldemar Parzyński, Stanisław Śliwiński, Zbigniew Górny, Krzysztof Heering, Krzysztof Barcik, Wojciech Zieliński, Janusz Koman, Marcin Pospieszalski, Elżbieta Zapendowska, Adam Bubiłek e muitos outros.

### Eventos e festivais culturais
Nos últimos anos, a oferta cultural da cidade tem sido enriquecida por numerosos eventos de âmbito nacional: o Festival Nacional de Teatro de Formas Diversas “Theatron”, a Jovem Cena Musical “Carreira Bariery” (agora Confrontos Musicais de Brzeg). Os eventos tradicionais organizados no Centro Cultural de Brzeg também incluem: Resenha de Coros e Pastorais de Natal “Brzeskie kolędowanie”, Festival Nacional de Canções Religiosas “Corda Cordi” e Festival de Canção Inglesa “FACE THE MUSIC”, organizado em conjunto com a Associação FPA.
Entre os vencedores do Festival estão: Alicja Bachleda-Curuś - Zosia do Pan Tadeusz dirigido por Andrzej Wajda, Justyna Świrniak - vencedora do programa TVN “Torne-se uma estrela”, Grzegorz Markocki - vencedor do programa de TV “Chance for Success”, que estreou no filme de W. Adamek Poniedzialek, Mirosław Witkowski de Nowy Sącz, Monika Urlik de Dzierżoniów, Kamila Juda de Breslávia - vencedora da "Chance for Success" com Budka Suflera, Beata Pieczywek (pseudônimo artístico: Beata Pieczywek) de Grunwald - vencedora da “Chance for Success” com Beata Kozidrak e Grande Prêmio do VIII FPA em Brzeg, que venceu a final da “Chance for Success” no Congress Hall em Varsóvia em maio de 2003, e Georgina Tarasiuk de Biała Podlaska − vencedora da 6.ª Categoria Infantil FPA.
Brzeg também organizou o International Painting Open Air como parte do projeto cíclico “Festival of Cultures − Medieval Brzeg 2006” e o International Open Air Painting “Festival of Cultures − Renaissance Brzeg 2008”, o Festival Internacional de Street Art “BuskerBus” Breslávia − Brzeg − Jelenia Góra − Zielona Góra 2008. Depois de um intervalo de 30 anos, os concertos do Festival Internacional de Jazz “Jazz on the Odra in Brzeg” foram reativados, e em 2008 o Festival da Canção Francesa foi organizado pela primeira vez.
Desde 2014, a Conferência Genealógica Nacional é realizada no Castelo de Brzeg, organizada pela sociedade genealógica regional de Genealogistas de Opole.
Desde 2018, acontece em Brzeg o Festival Anual de Tango Argentino – “Alegria en Brzeg”, que atrai amantes dessa dança de todo o mundo, organizado pela Fundação Tango-Si, anteriormente conhecida como “Magia Tango”.

### Instituições culturais
- Biblioteca Pública Municipal Príncipe Luís I
- Biblioteca Pedagógica Provincial

### Bandas de música
- Lustrum (black metal sinfônico)
- Melther (viking metal)
- Rebirth (black metal sinfônico)
- Shadowmore (thrash metal)

## Mídia local

### Jornais e revistas
- Nowa Trybuna Opolska — filial em Brzeg,
- Gazeta Brzeska — a mais antiga de Brzeg, é publicada desde 1990, agora uma editora privada quinzenal gratuita,
- Kurier Brzeski — publicado semanalmente desde 1993, atualmente por Brzeska Oficyna Wydawnicza s.c.,
- Panorama Powiatu — semanário local publicado pela BRZEG24.PL Sp. z o.o., distribuído no condado de Brzeg,
- Express Brzeski — desde março de 2010, o jornal do grupo Expressy Dolnośląskie publica uma vez por mês,
- Brzeska Regionalna — publicada desde setembro de 2011, uma revista semanal gratuita distribuída por todo o condado.

### Rádio
- Radio Opole — filial em Brzeg
- Radio Park — filial em Brzeg
- Radio z Pasją — estação de internet, emissora do Centro Cultural de Brzeg

### Portais
- Brzeg24.pl — o portal de notícias do Panorama Powiatu semanal, contendo as informações mais recentes do condado de Brzeg
- KurierPlus.pl — portal relacionado ao semanário Kurier Brzeski
- Forum Brzeg (forumbrzeg.pl) — fórum de discussão e informação dos habitantes da cidade de Brzeg
- Brzeg.com.pl — o Portal da Cidade Mais Antiga
- InfoBrzeg.pl — é publicado diariamente desde 14 de dezembro de 2008
- TwójBrzeg.pl — portal de informações da cidade
- Fajnybrzeg.pl — portal de informação e cultura da cidade
- TubaBrzegu.pl — portal de informação multimídia, serviços de vídeo
- Brzeg News — portal de informações multimídia fundado em 2019.

## Religião

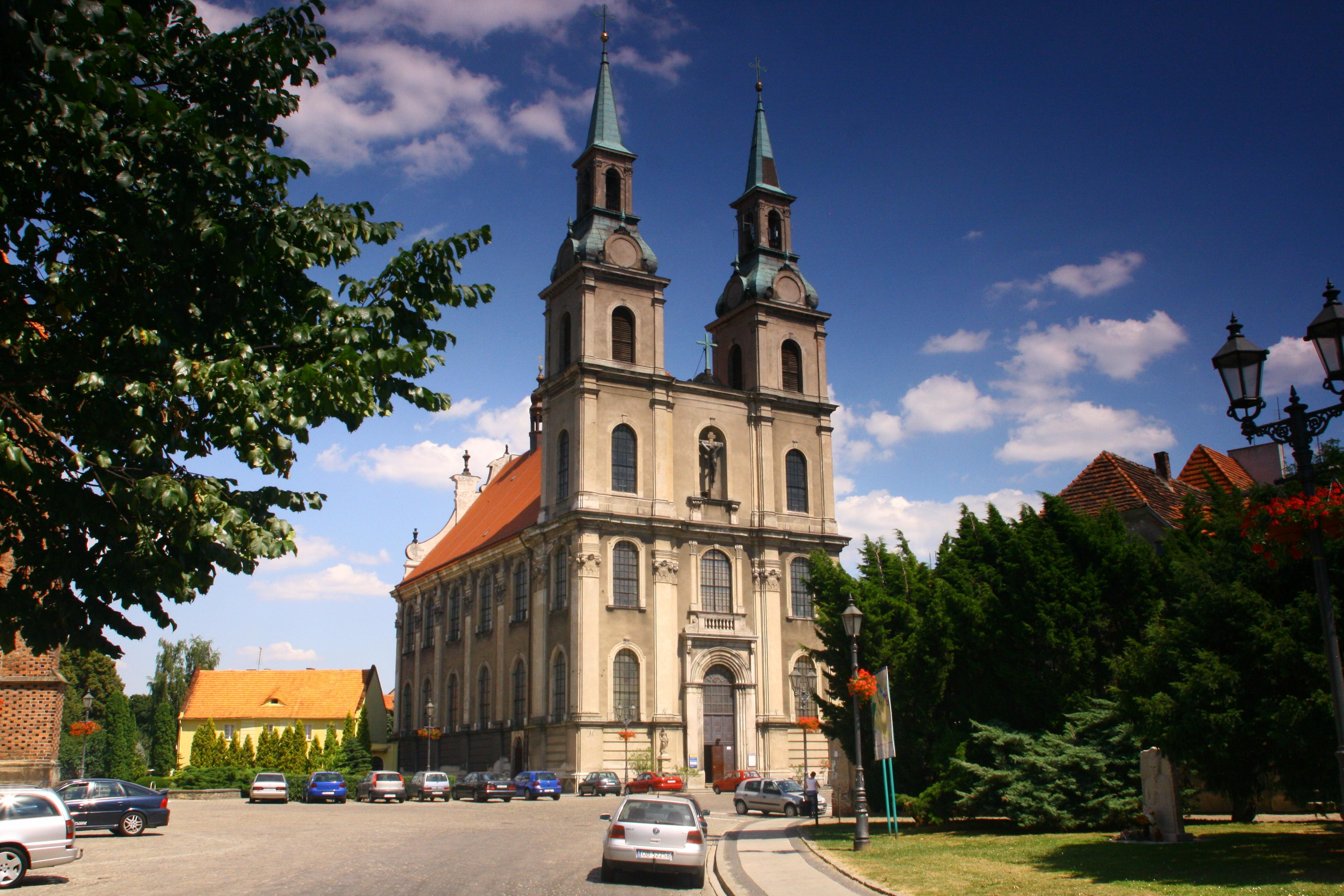
Igreja da Exaltação da Santa Cruz

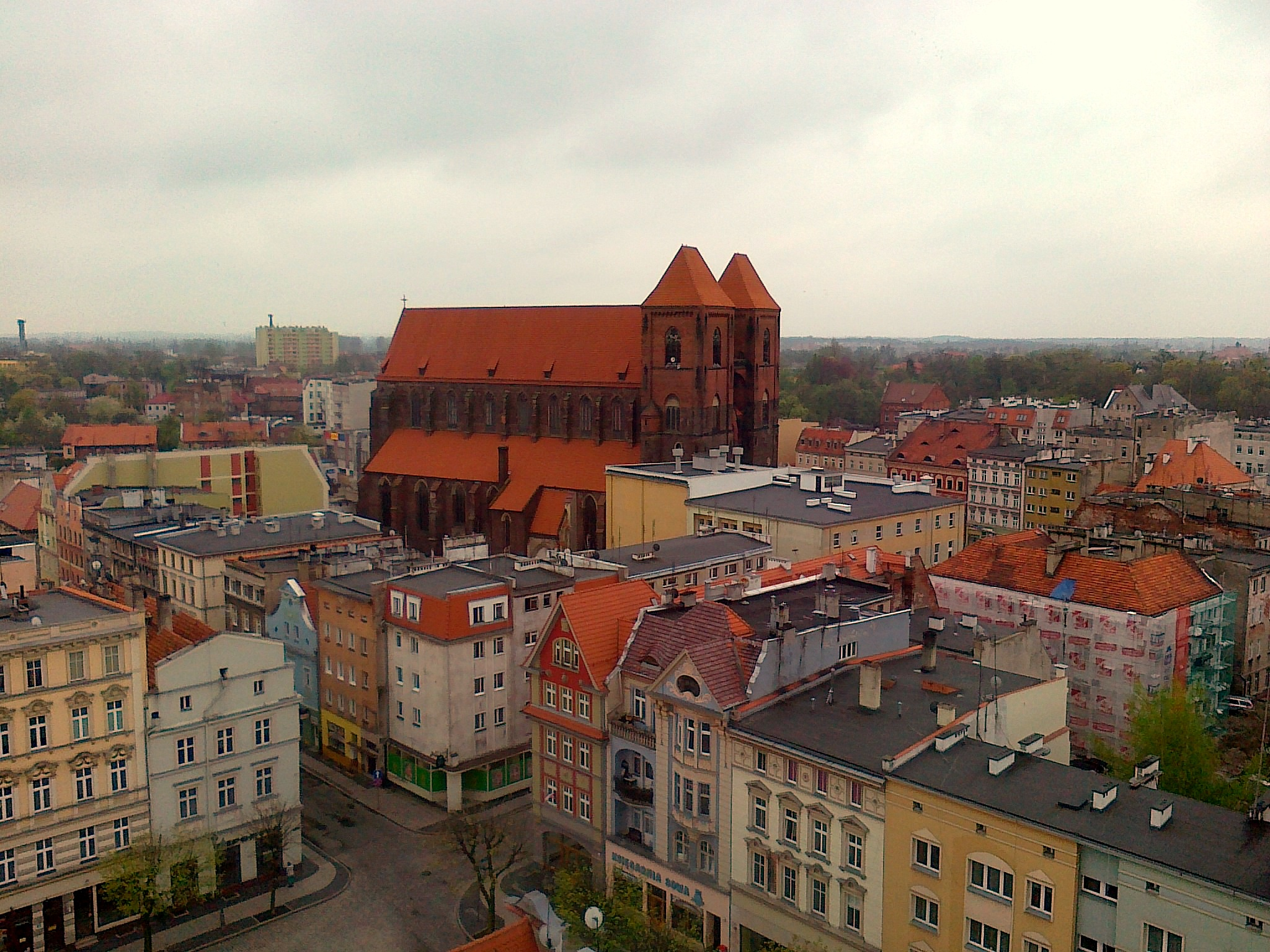
Igreja de São Nicolau

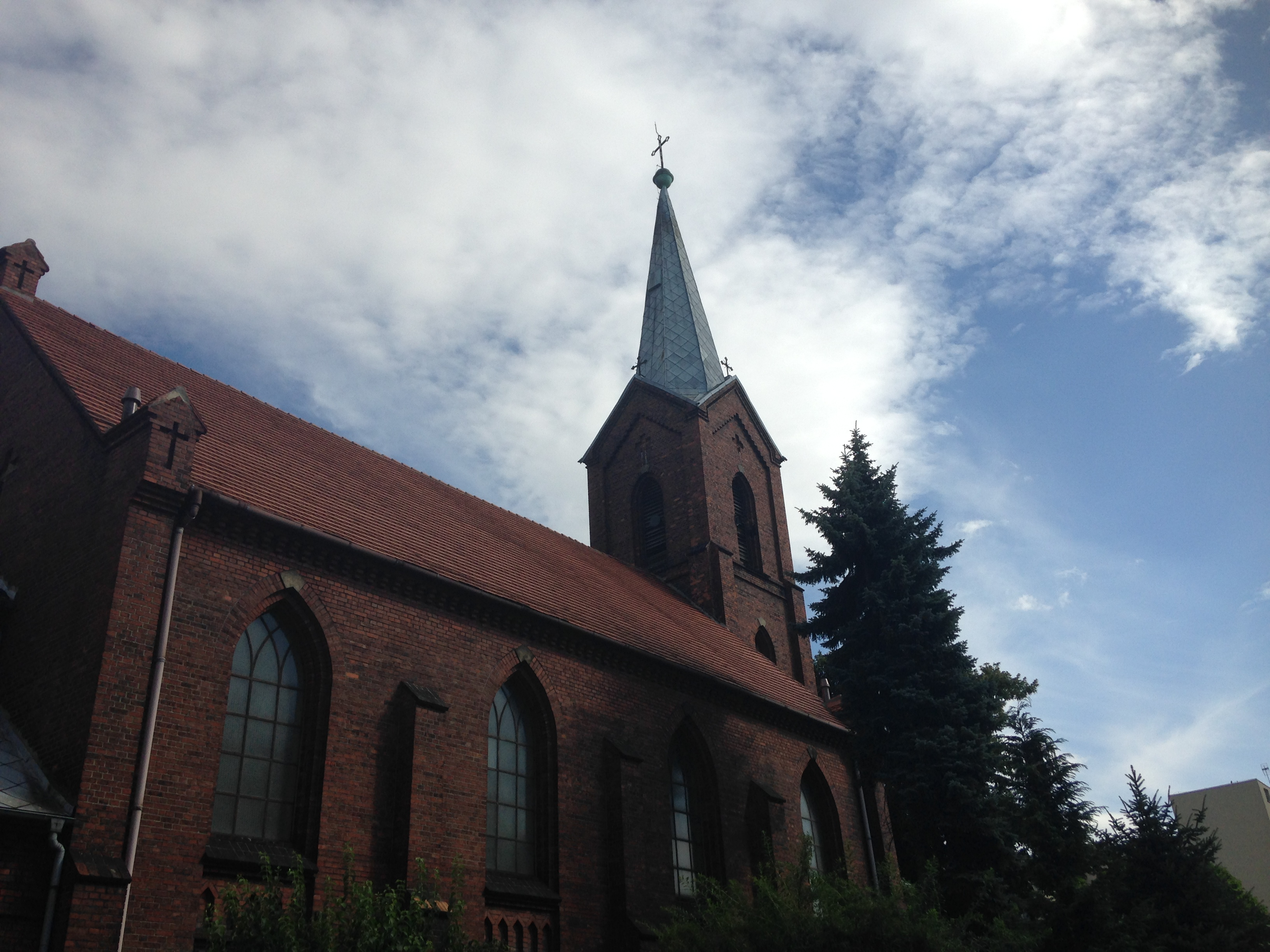
Igreja evangélica de Augsburg de São Lucas

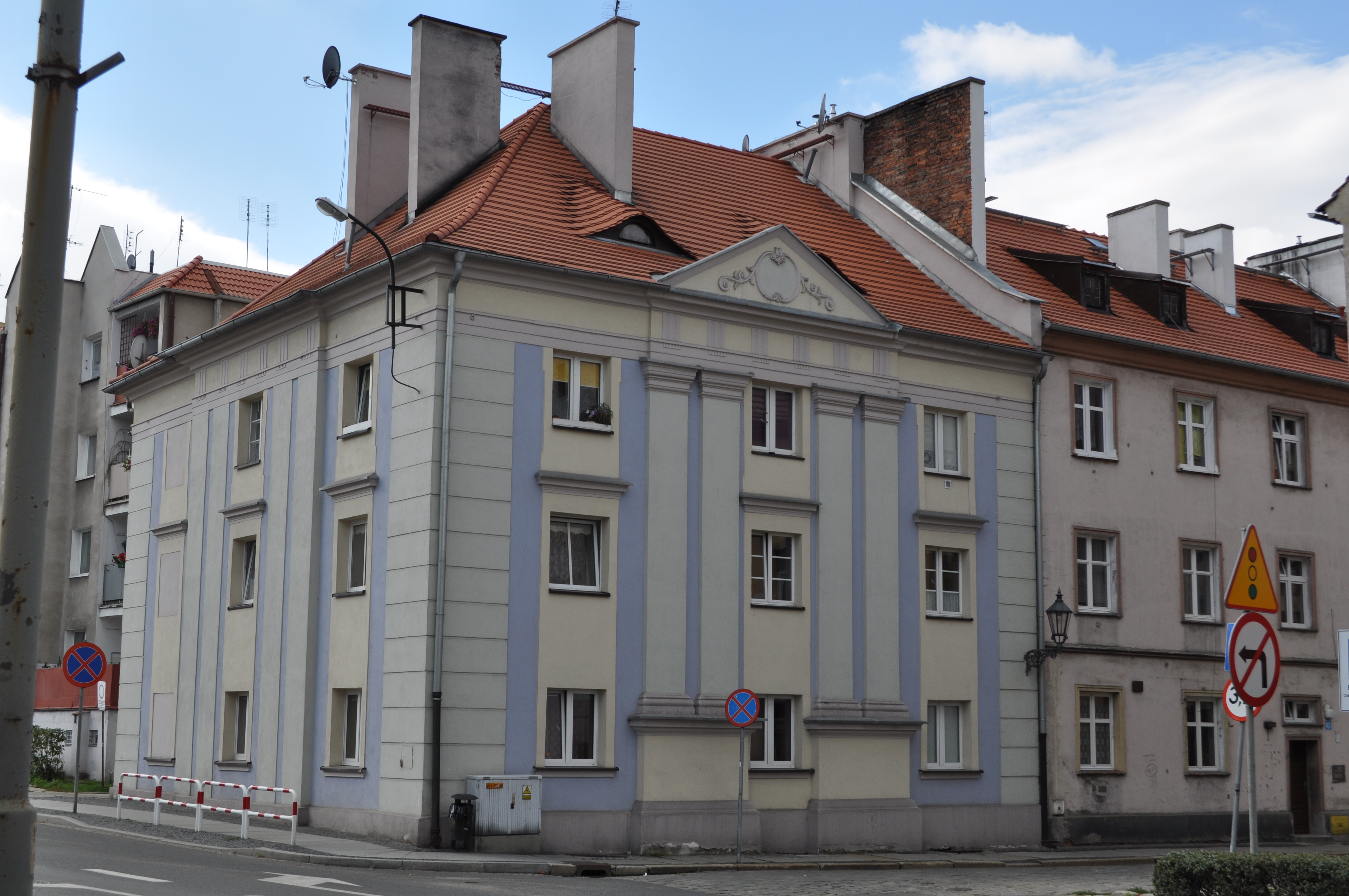
Sinagoga

### Comunidades religiosas

#### Igreja Católica na Polônia
- Forania do Norte de Brzeg:[87]
  - Paróquia da Exaltação da Santa Cruz (rua Pańska 1)[87]
    - Igreja da Exaltação da Santa Cruz (rua Pańska 1)
    - Igreja de Santa Edviges da Silésia (praça Zamkowy 4)
- Forania do Sul de Brzeg:[87]
  - Paróquia da Divina Misericórdia (rua ks. K. Makarskiego 49)[87]
    - Igreja da Divina Misericórdia (rua ks. K. Makarskiego 49)[88]

  - Paróquia de São Nicolau (rua Jana Pawła II 9)[87]
    - Igreja de São Nicolau (rua Jana Pawła II 9)[89]
- Ordinariato Militar do Exército Polonês:[90]
  - Paróquia militar da Ressurreição do Senhor[90]
    - Igreja da Ressurreição do Senhor (rua Ofiar Katynia 57)[89][91]

#### Igreja Greco-Católica na Polônia
- Ponto pastoral em Brzeg, os serviços são realizados na igreja católica de Santa Edviges da Silésia (praça Zamkowy 4)[92]

#### Igreja Evangélica de Augsburgo
- Paróquia Evangélica-Augsburgo (rua Władysława Łokietka 9a/1)[93]
  - Igreja de São Lucas (rua Władysława Łokietka 9)[94]

#### Igreja Pentecostal na Polônia
- Igreja da Comunidade Cristã (rua Piastowska 2)[95]

#### Comunidade Cristã Pentecostal
- Igreja em Brzeg (rua Długa 43)[96]

#### Comunidade Evangélica Cristã
- Posto avançado missionário em Brzeg[97]

#### Testemunhas de Jeová
- Congregações Brzeg-Leste e Brzeg-Oeste (incluindo um grupo de língua de sinais) usando o Salão do Reino localizado no prédio do Salão de Assembleias em Skarbimierz

### Cemitérios
- Cemitério Municipal (rua Starobrzeska 81)
- Cemitério judeu (rua Makarskiego)

### Prédios religiosos fechados
- Igreja de São Pedro e São Paulo
- Sinagoga

## Esportes
- Stal-Brzeg — clube de basquete feminino (Liga II) e masculino (Liga III)[98]
- Orlik Brzeg — II liga de jogadores de handebol
- Orlik Brzeg — II liga de futsal, grupo Silésia-Opole
- BTP Stal Brzeg — 3.ª liga Silésia-Opole de futebol
- WSH-E Stal Brzeg — 3.ª liga masculina de basquete
- Centro de Taekwon-do — seção Brzeg Taekwon-do I.T.F
- Brest Basketball League — liga de basquete amador
- MKS 6 Brzeg — clube de softball, múltiplo campeão polonês e europeu de softball
- Grabarze Skarbimierz — 1.ª liga de beisebol
- UKS SAP Brzeg — clube esportivo estudantil que joga na liga do condado no subdistrito de Opole
- Cukierki Odra Brzeg — clube que jogou na liga de basquete nos anos 2000–2012

## Política

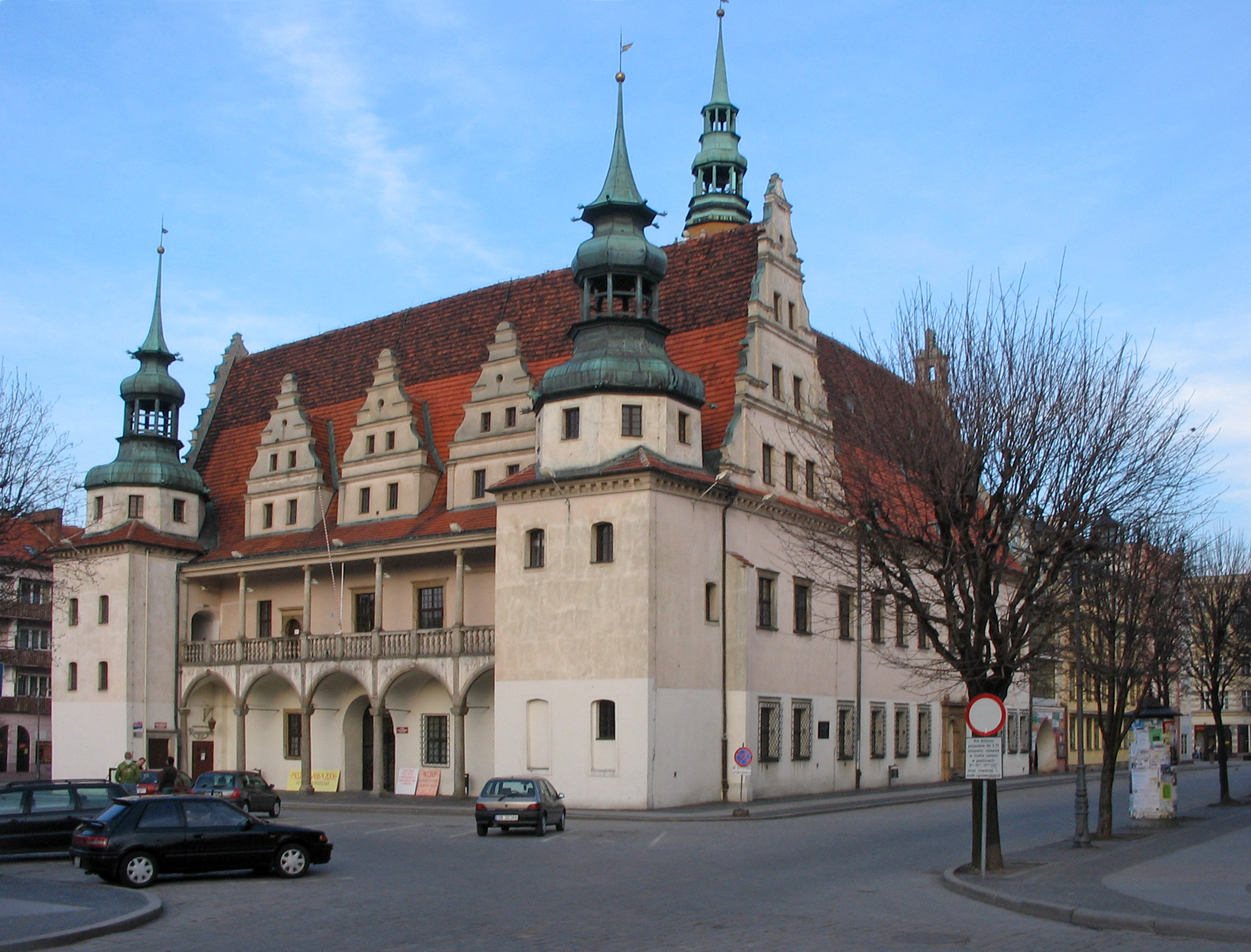
Câmara Municipal de Brzeg

A cidade é uma comuna urbana. O chefe do executivo é o prefeito. Nas eleições locais de 2018, Jerzy Wrębiak foi eleito para o cargo e empossado em 20 de novembro de 2018. A sede das autoridades é a Câmara Municipal na rua Robotnicza 12. A cidade é a sede do condado de Brzeg.

### Câmara Municipal
Os habitantes de Brzeg elegem 21 vereadores para a Câmara Municipal.